# Умершие в октябре 2016 года
Это список известных людей, соответствующих установленным критериям значимости (см. Википедия:Критерии значимости персоналий), умерших в октябре 2016 года.
Причина смерти указывается лишь в исключительных случаях (убийство, самоубийство, гибель в результате военных действий, смертная казнь, ДТП или несчастные случаи). В остальных случаях — не указывается.

## 31 октября

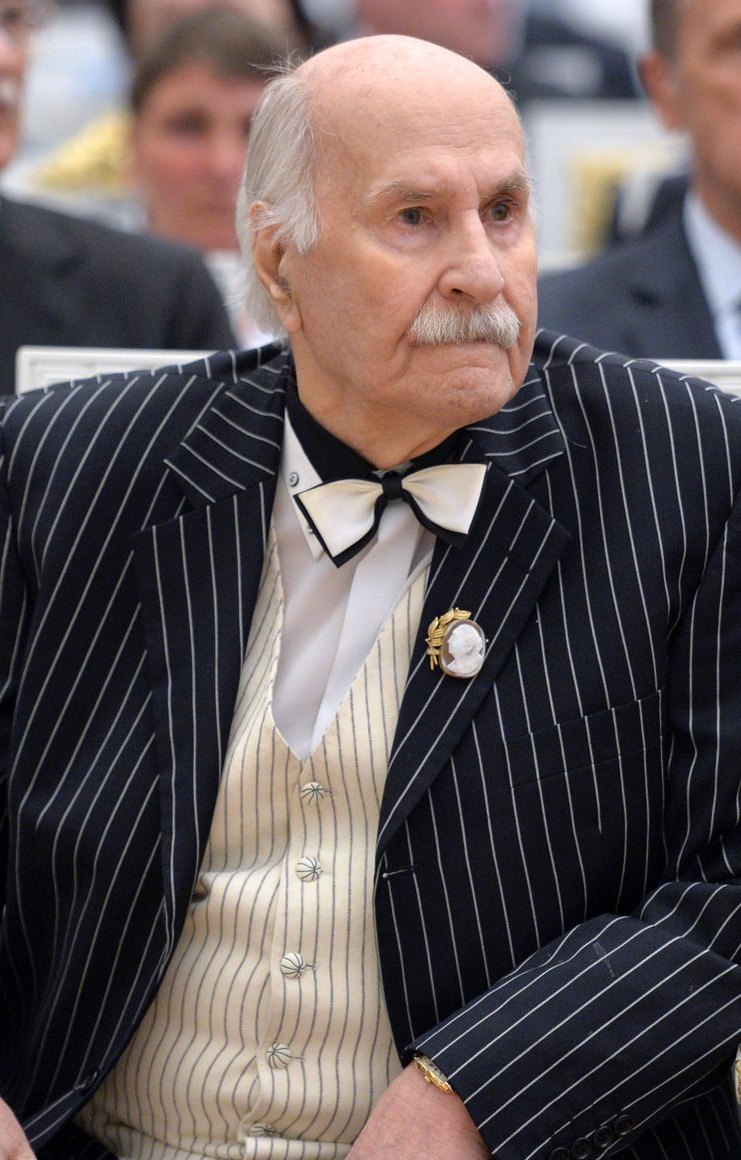
Владимир Зельдин

- Бритес, Виктор (70) — уругвайский гитарист и композитор; инфаркт[1].
- Бэббит, Натали (84) — американская детская писательница («Вечный Тук»)[2].
- Валиахметов, Игорь Нариманович (66) — российский хозяйственный деятель, генеральный директор АО «Ижевский радиозавод» (1992—2016)[3].
- Гаццанья, Сильвио (95) — итальянский скульптор, автор Кубка мира ФИФА[4].
- Зельдин, Владимир Михайлович (101) — советский и российский актёр театра и кино, народный артист СССР (1975)[5].
- Кашкуревич, Анатолий Михайлович (72) — советский и российский художник[6].
- Миравальес, Рейнальдо (93) — кубинский актёр[7][8].
- Шультен, Клаус (69) — американский биофизик[9].

## 30 октября

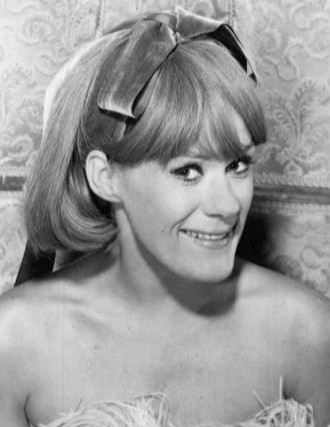
Тэмми Граймс

- Вышиньская, Алисия (79) — польская актриса театра, кино и телевидения[10].
- Галанос, Джеймс (92) — американский модельер[11].
- Граймс, Тэмми (82) — американская актриса и певица[12].
- Денисов, Николай Васильевич (72) — советский и российский писатель, главный редактор газеты «Тюмень литературная»[13].
- Карабаев, Зияда Мусаипович (86) — старший чабан совхоза «Буревестник» Курганской области, Герой Социалистического Труда (1971)[14].
- Маршалл, Дон (80) — американский актёр[15][16].
- Путнэм, Кёрли (85) — американский автор песен[17].
- Черни, Владимир (90) — чехословацкий спортсмен по современному пятиборью и тренер, рекордсмен мира, участник Летних Олимпийских игр 1956 года в Мельбурне[18].
- Юстиниан (Кира) (95) — епископ Румынской православной церкви, архиепископ Марамуреша и Сату-Маре (с 1990 года)[19].

## 29 октября

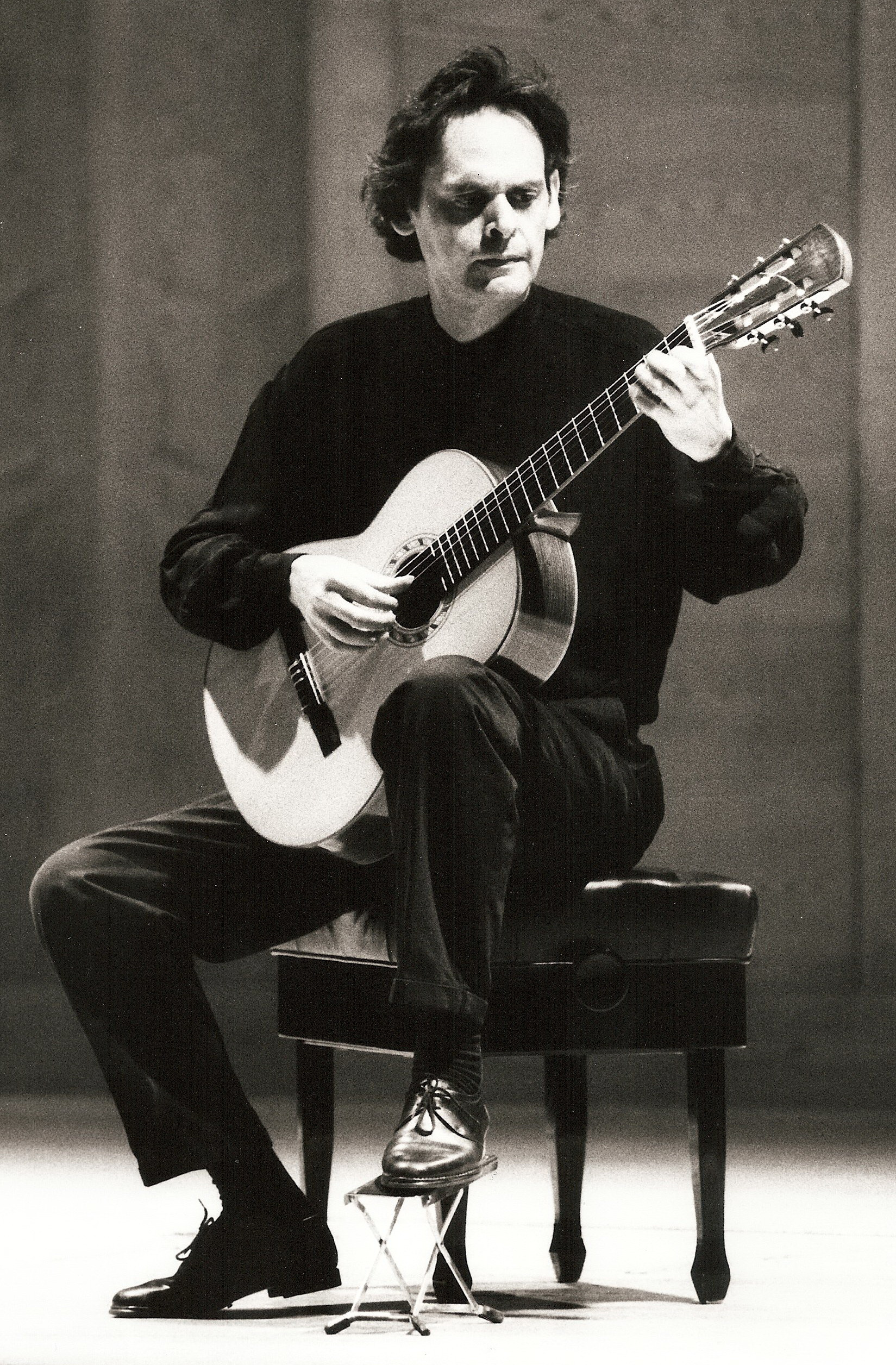
Ролан Диенс

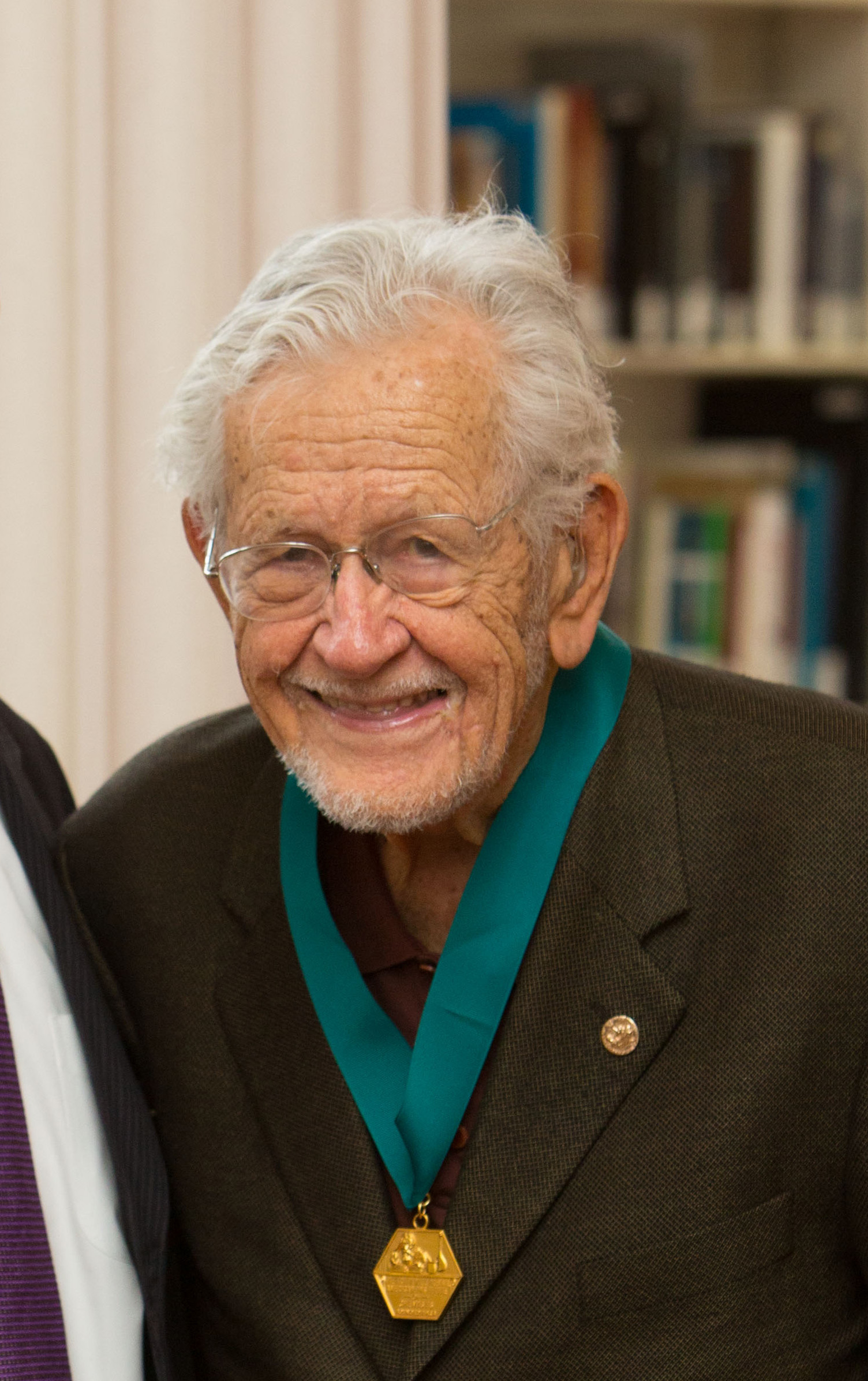
Джон Д. Робертс

- Барон, Семён Львович (76) — советский и российский артист оперетты, выступавший на сцене Ставропольского театра оперетты, заслуженный артист РСФСР [kino-teatr.ru/teatr/acter/m/sov/340887/bio/].
- Диенс, Ролан (61) — французский музыкант, композитор, аранжировщик и исполнитель на классической гитаре[20].
- Жуховицкий, Самуил Маркович (99) — советский и российский шахматист, международный мастер[21].
- Луцевич, Эммануил Викентьевич (89) — советский и российский хирург, член-корреспондент РАМН (1997), член-корреспондент РАН (2014), заслуженный деятель науки России[22].
- Пен Сован (80) — кампучийский государственный деятель, председатель Совета Министров Народной Республики Кампучия (1981) и Генеральный секретарь ЦК НРПК (1979—1981)[23].
- Поливин, Анатолий Иванович (88) — советский сельскохозяйственный деятель, председатель колхоза имени В. И. Ленина Кыринского района Читинской области, Герой Социалистического Труда (1966)[24].
- Робертс, Джон Д. (98) — американский химик, лауреат медали Пристли (1987) и Национальной научной медали США (1990)[25].
- Стефанис, Костас (88) — греческий психиатр, иностранный член РАН (2014), министр здравоохранения Греции (2002—2004)[26][27].
- Якубсон, Олег Леонидович (79) — советский и российский педагог и краевед, заслуженный учитель Российской Федерации[28].

## 28 октября
- Баракат, Мельхем (71) — ливанский эстрадный певец[29].
- Брэтуэйт, Николас (91) — гренадский государственный деятель председатель Временного консультативного совета (1983—1984) и премьер-министр (1990—1995) Гренады[30].
- Калинин, Ариан Павлович (89) — советский и российский эндокринолог, член-корреспондент РАН (2014; член-корреспондент РАМН с 1995)[31].
- Мирошниченко, Геннадий Георгиевич (74) — советский и российский писатель и учёный[32].
- Мордвинов, Владимир Ильич (65) — советский и российский театральный деятель, директор Алтайского краевого театра драмы имени В. М. Шукшина (1996—2009)[33].
- Паже, Альберт (92)[значимость?] — диктор латвийского радио, первым сообщивший жителям Латвийской Республики об окончании Великой Отечественной войны[34].
- Рощин, Николай Андреевич (94) — участник Великой Отечественной войны, Герой Советского Союза (1945)[35].
- Ярошевич, Александр Адамович (76) — советский и белорусский искусствовед, научный сотрудник отдела древнебелорусского искусства Национального художественного музея Республики Беларусь[36].

## 27 октября

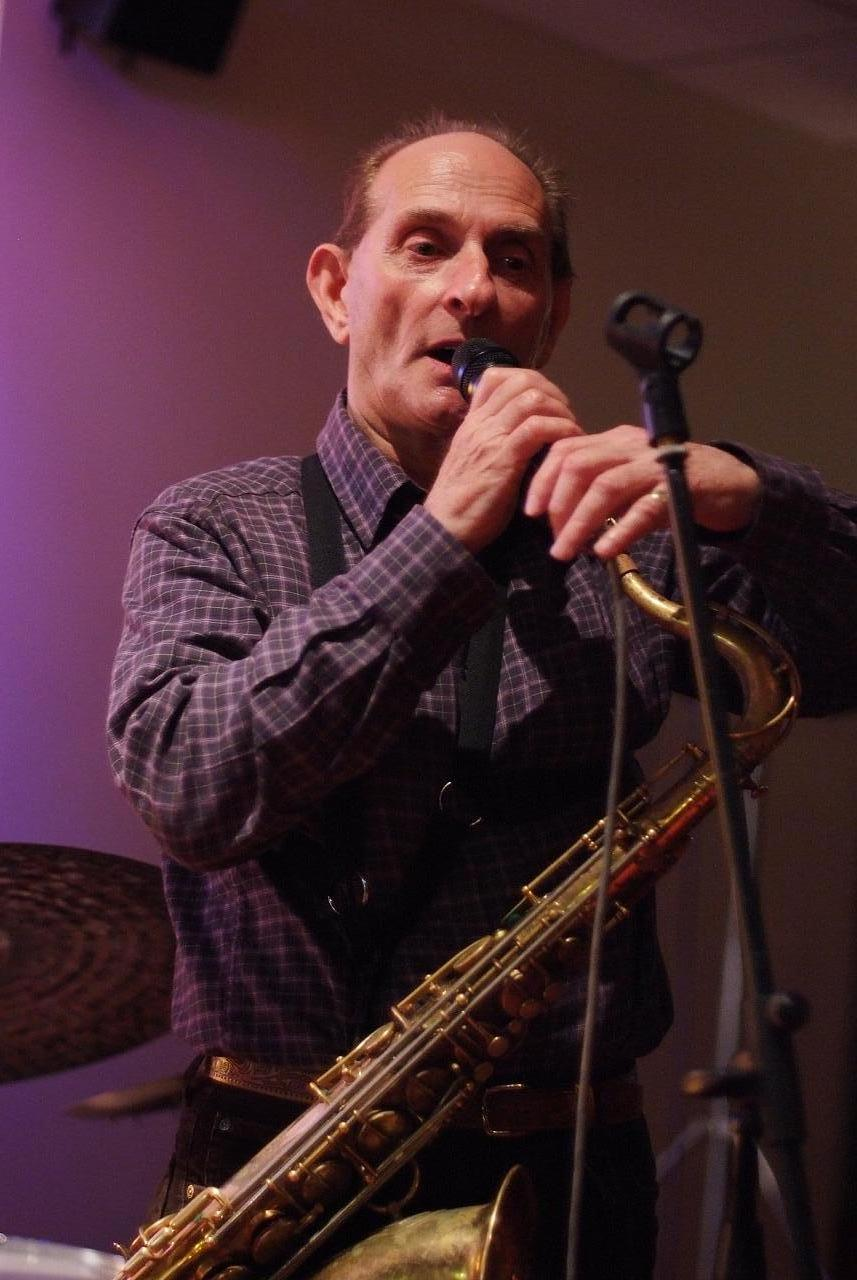
Бобби Веллинс

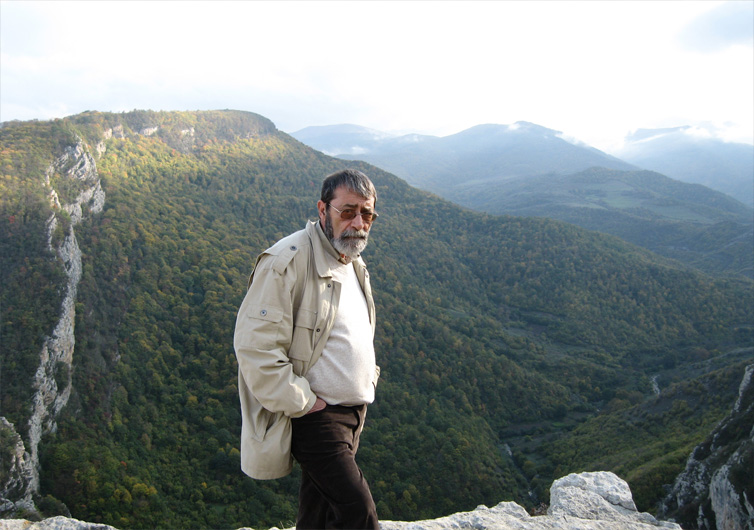
Рубен Овсепян

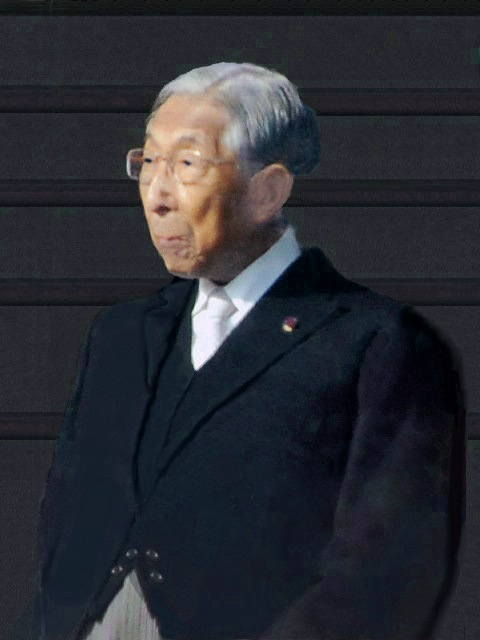
Такахито

- Белькович, Всеволод Михайлович (81) — советский и российский учёный-биолог, доктор биологических наук, профессор зоологии (2013), заслуженный деятель науки Российской Федерации[37].
- Веллинс, Бобби (80) — британский саксофонист[38].
- Грин, Эльда Ашотовна (Эльда Григорян) (88) — советский и армянский психолог, писательница, профессор, мать актрисы Анны Элбакян[39].
- Земляникин, Владимир Михайлович (83) — советский и российский актёр, артист театра «Современник» и кино, заслуженный артист Российской Федерации (1994), первый муж актрисы Любови Стриженовой[40].
- Линдквист, Сьюзан (67) — американский биолог, лауреат премии Диксона (2003), медали Уилсона (2012) и премии медицинского центра Олбани (2016)[41].
- Лобу Антунеш, Жуан (72) — португальский нейрохирург, впервые имплантировавший электронное устройство в глаз слепого человека[42].
- Миллер, Билл (86) — американский копьеметатель, серебряный призёр летних Олимпийских игр в Хельсинки (1952)[43].
- Овсепян, Рубен Георгиевич (77) — советский и армянский писатель, сценарист, литературный переводчик, главный редактор журнала «Норк», депутат Национального собрания Армении, заслуженный деятель искусств Республики Армения[44].
- Оякяэр, Вальтер Мартович (93) — эстонский композитор и публицист[45].
- Такахито (100) — старейший член императорского дома Японии, дядя императора Акихито[46].
- Эдди, Джим (80) — канадский футбольный тренер[47].

## 26 октября
- Дьяченко, Сергей Александрович (64) — казахстанский государственный деятель, аким Акмолинской области (2010—2012), депутат Мажилиса Казахстана 2—4 и 6 созывов, вице-спикер Мажилиса (2007—2010)[48].
- Елисеев, Сергей Егорович (88) — советский тяжелоатлет, советский и российский тренер по тяжёлой атлетике, заслуженный тренер РСФСР[49].
- Калинин, Дмитрий (29) — латвийский триатлонист[50].
- Ларсен, Биргер (54) — датский кинорежиссёр, сценарист, продюсер, актёр и монтажёр[51].
- Такаи, Юити (84) — японский писатель, представитель литературного поколения интровертов[52].
- Этеки-Мбумуа, Уильям (83) — камерунский государственный деятель и дипломат, министр иностранных дел Камеруна (1984—1987)[53].

## 25 октября

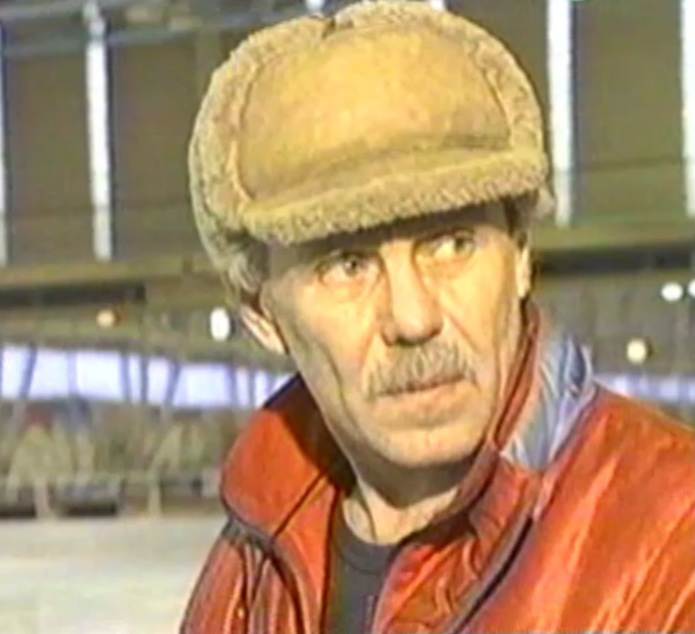
Эдуард Плинер

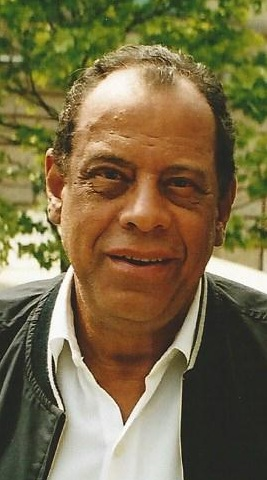
Карлос Альберто Торрес

- Абзалов, Мэлис Арапович (77) — советский, российский и узбекский актёр Ташкентского ТЮЗа и кино (Седьмая пуля, Это было в Коканде, Кодекс молчания, Дронго), режиссёр, сценарист и оператор[54].
- Бачиев, Александр Борисович (50)[значимость?] — советский, российский и балкарский актёр, артист Балкарского драматического театра имени К. Ш. Кулиева и кино (Расстанемся — пока хорошие, Белый песок), заслуженный артист Кабардино-Балкарской республики и республики Ингушетия[55].
- Воинов, Олег Павлович (67) — российский государственный деятель, мэр Йошкар-Олы (2005—2015)[56].
- Дербенёв, Вадим Клавдиевич (82) — советский кинорежиссёр, сценарист, народный артист России (1994)[57].
- Каррен, Кевин (59) — американский сценарист-мультипликатор и телесценарист[58].
- Лордкипанидзе, Нугзар (74) — советский и грузинский театральный режиссер, лауреат Государственной премии Республики Грузия[59].
- Плинер, Эдуард Георгиевич (80) — советский и российский тренер по фигурному катанию[60].
- Торрес, Карлос Алберто (72) — бразильский футболист, центральный защитник, игрок и капитан сборной Бразилии по футболу, чемпион мира (1970)[61].
- Хатагов, Тасолтан Магомедович (62) — советский и российский осетинский вольный борец лёгкой весовой категории, чемпион СССР (1977 и 1980), двукратный серебряный призёр чемпионатов СССР (1978 и 1979), мастер спорта СССР международного класса[62].
- Юсупова, Чакар Саидовна (83) — советский и российский дагестанский филолог, заслуженный деятель науки Российской Федерации, вдова Гаджи Гамзатова, сестра директора Дагестанского музея изобразительных искусств Патимат Саидовны Гамзатовой, биограф Расула Гамзатова[63].

## 24 октября

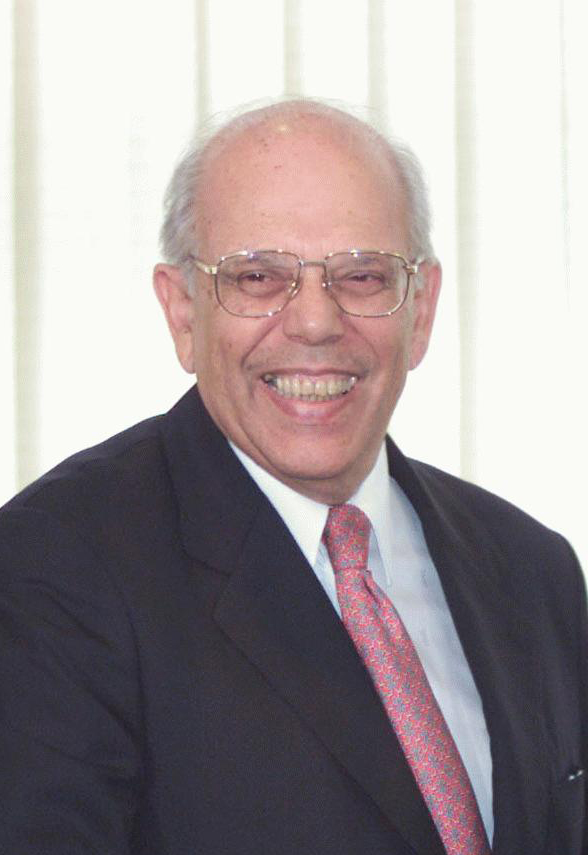
Хорхе Батлье Ибаньес

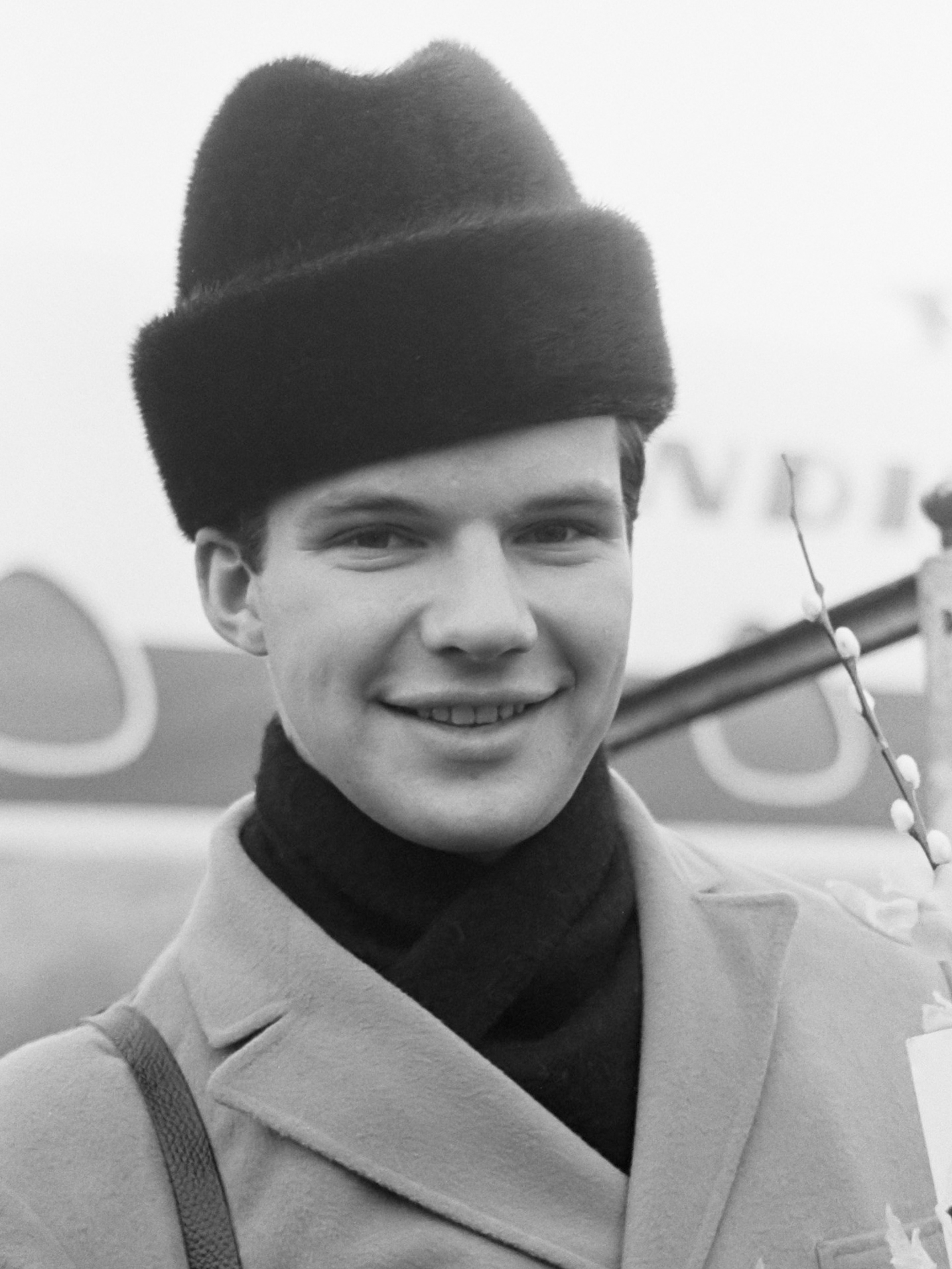
Бобби Ви

- Батлье Ибаньес, Хорхе (88) — уругвайский государственный деятель, президент Уругвая (2000—2005)[64].
- Ви, Бобби (73) — американский певец[65].
- Гаврилишин, Богдан Дмитриевич (90) — канадский экономист украинского происхождения, профессор[66].
- Гик, Евгений Яковлевич (73) — советский шахматист, шахматный литератор, мастер спорта СССР[67].
- Голиусов, Анатолий Семёнович (78) — советский и российский государственный деятель, председатель Воронежской областной Думы (1997—2001), заслуженный работник транспорта РФ[68].
- Елизаров, Александр Яковлевич (66) — советский и российский художник-мультипликатор.
- Крем, Бенджамин (93) — шотландский художник, международный лектор, эзотерик, писатель[69].
- Кристиани, Эдди (98) — нидерландский эстрадный певец[70].
- Кроуден, Джеймс (88) — британский спортсмен-гребец[71].
- Рудник, Эугениюш (84) — польский композитор[72].
- Саурамбаев, Жанбек Негматович (76) — советский и казахстанский волейболист, чемпион СССР (1969) и Европы (1967), заслуженный мастер спорта СССР[73].
- Хефнер, Райнхард (64) — немецкий футболист, полузащитник сборной ГДР, чемпион летних Олимпийских игр в Монреале (1976)[74].

## 23 октября

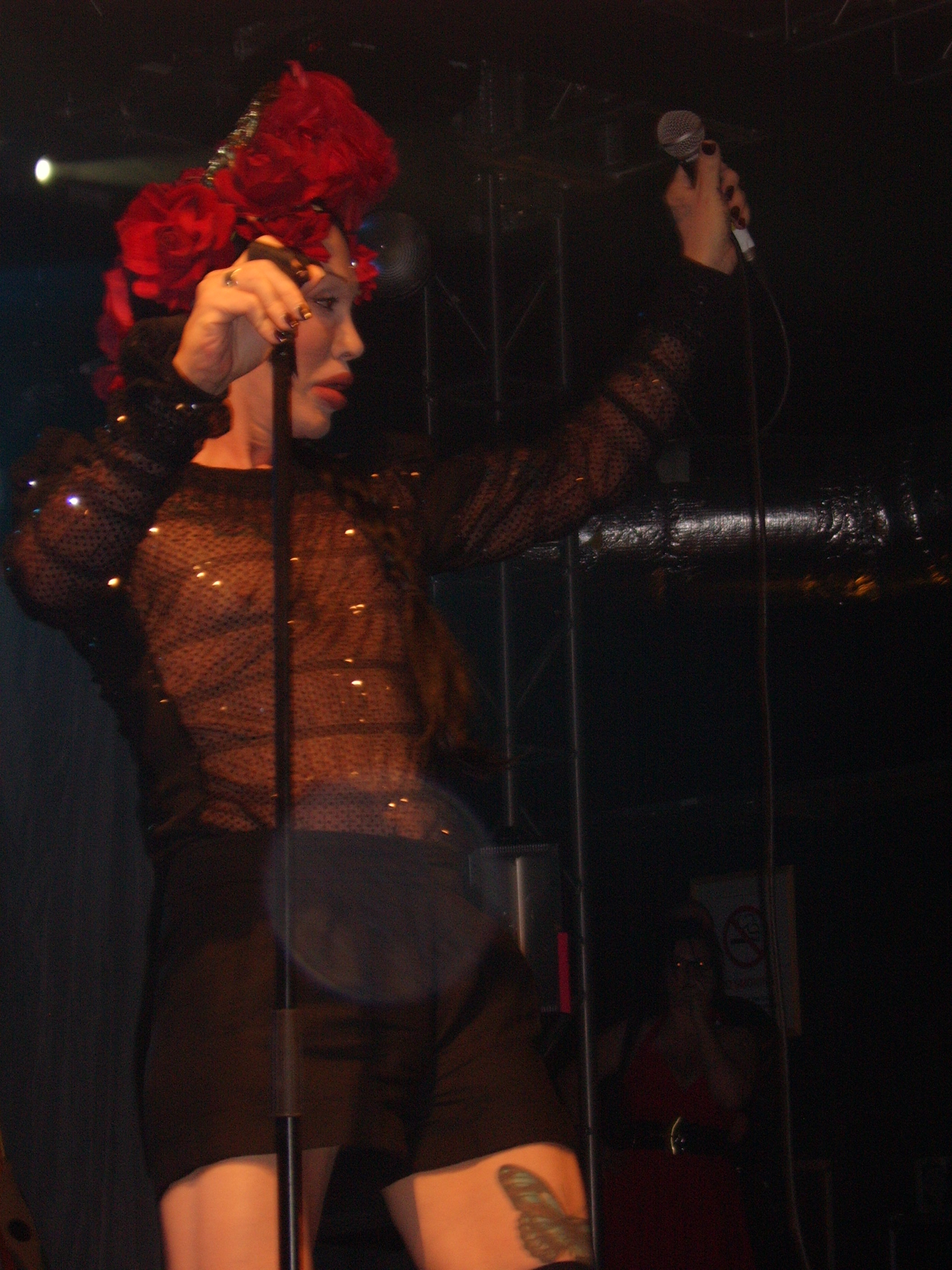
Пит Бёрнс

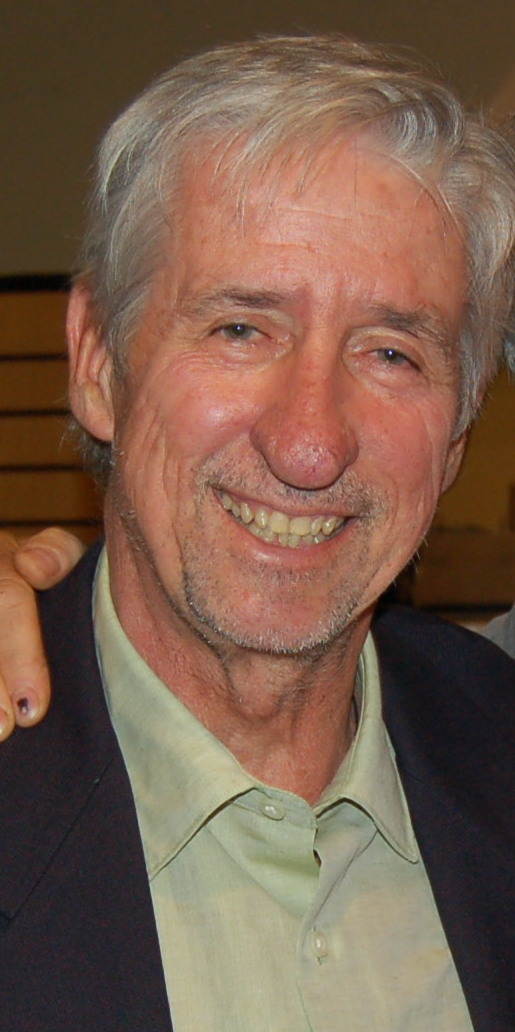
Том Хайден

- Бернс, Пит (57) — британский рок-певец и композитор; сердечный приступ[75].
- Ван дер Ворт, Вим (93) — нидерландский конькобежец, серебряный призёр зимних Олимпийских игр в Осло (1952)[76].
- Евангулова, Ольга Сергеевна (83) — советский и российский историк искусства, педагог. Доктор искусствоведения, профессор кафедры истории отечественного искусства Исторического факультета Московского государственного университета им. М. В. Ломоносова[77].
- Кимоцуки, Канэта (80) — японский актёр[78].
- Комаров, Юрий Васильевич (63) — советский и российский художник-график[79].
- Коршков, Виктор Семенович (79) — советский и российский художник[80].
- Лёфквист, Вильям (69) — шведский хоккеист, бронзовый призёр зимних Олимпийских игр в Лейк-Плэсиде (1980)[81].
- Оганесян, Нерсес Гедеонович (78) — советский и армянский кинорежиссёр, киносценарист и киноактёр, народный артист Республики Армения (2008)[82].
- Перевощиков, Генрих Ксенофонтович (79) — советский и российский удмуртский писатель, журналист, народный писатель Удмуртии (1994)[83].
- Перри, Джимми (93) — британский сценарист и актёр («Папашина армия»)[84].
- Хайден, Том (76) — американский политический активист 60-х годов (движение «Новые левые»), муж актрисы Джейн Фонда, впоследствии актрисы Барбары Уильямс, отец киноактёра Троя Гэрити[85].
- Халифа бин Хамад Аль Тани (84) — эмир Катара (1972—1995)[86].
- Шахотько, Людмила Петровна (76) — советский и белорусский демограф, экономист, социолог и географ[87] Архивная копия от 27 декабря 2016 на Wayback Machine.

## 22 октября

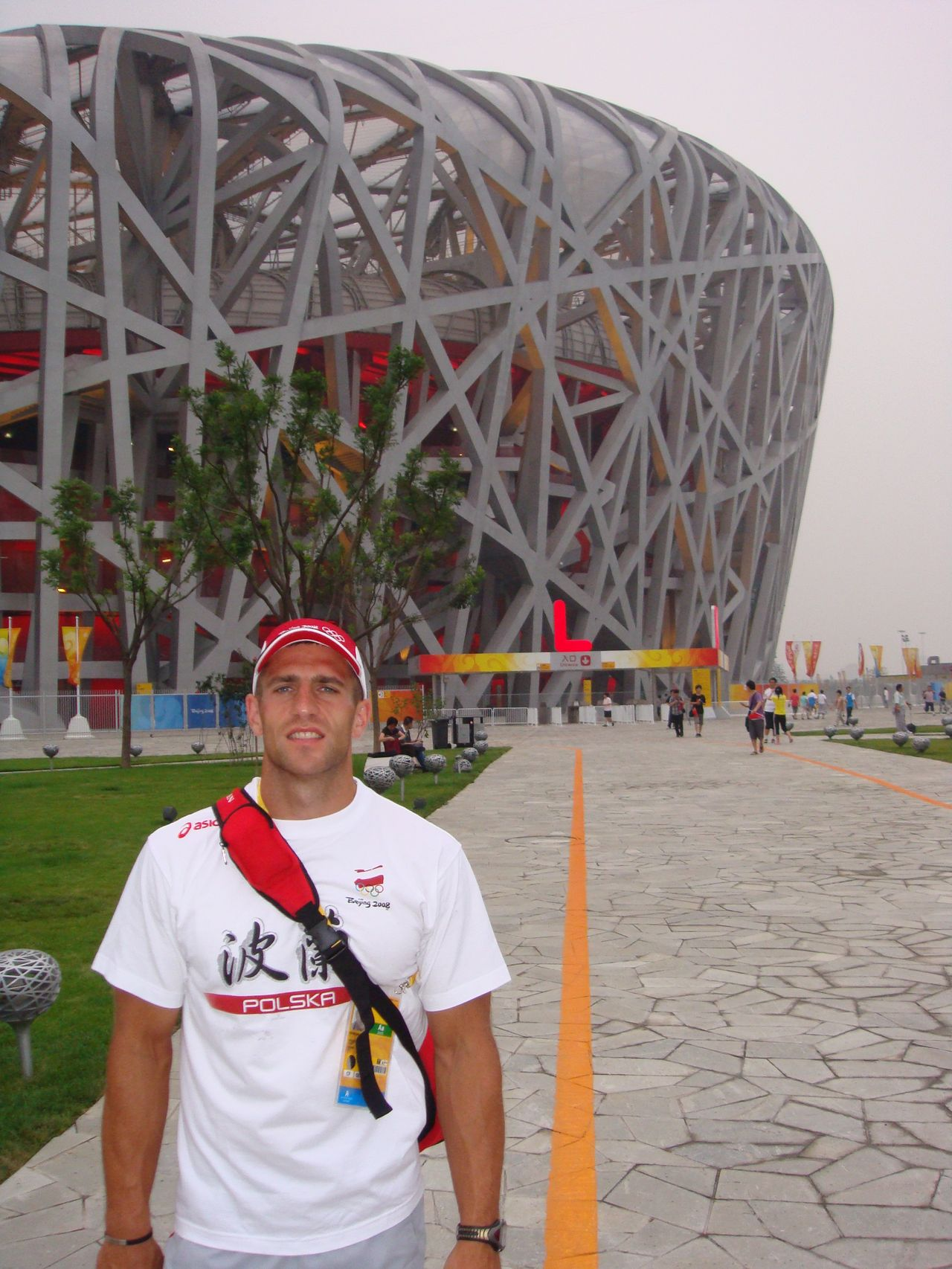
Павел Бауман

- Диллон, Стив (53) — британский художник-иллюстратор[88].
- Заклунная, Валерия Гаврииловна (74) — советская и украинская актриса театра и кино, народная артистка Российской Федерации (2004), Герой Украины (2012)[89].
- Зборовский, Александр Борисович (87) — советский и российский терапевт и ревматолог, директор Волгоградского филиала Института ревматологии РАМН (с 1985), академик РАМН, академик РАН (2013), почётный гражданин Волгограда (1999), заслуженный деятель науки РСФСР[90].
- Крохалев, Николай Александрович (78) — советский и российский актёр, артист Коми-Пермяцкого драматического театра им. М. Горького, заслуженный артист РСФСР (1975)[91].
- Макфадьен, Гэвин (76) — директор интернет-портала Викиликс, основатель Британского центра расследовательской журналистики[92].
- Миттал, Мехар (80) — индийский актёр[93].
- Теппер, Шери (87) — американская писательница в жанрах научной фантастики, фэнтези, детектива[94].

## 21 октября

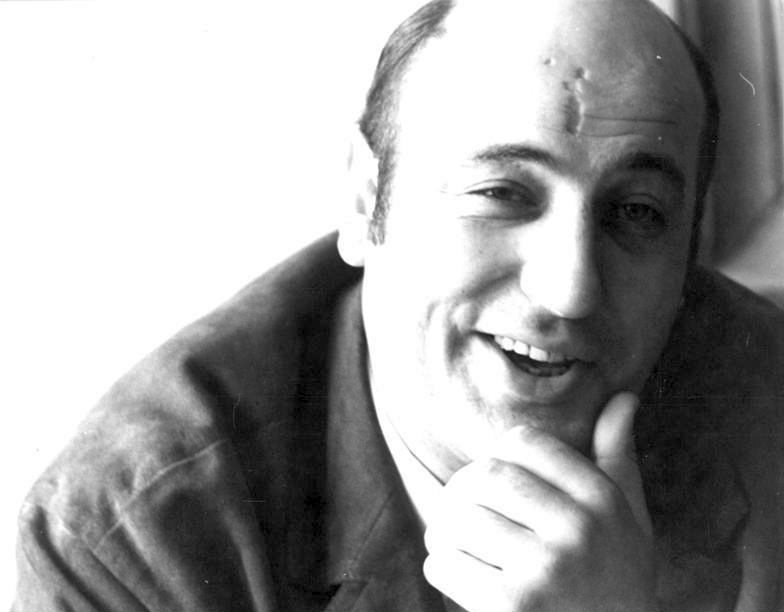
Манфред Круг

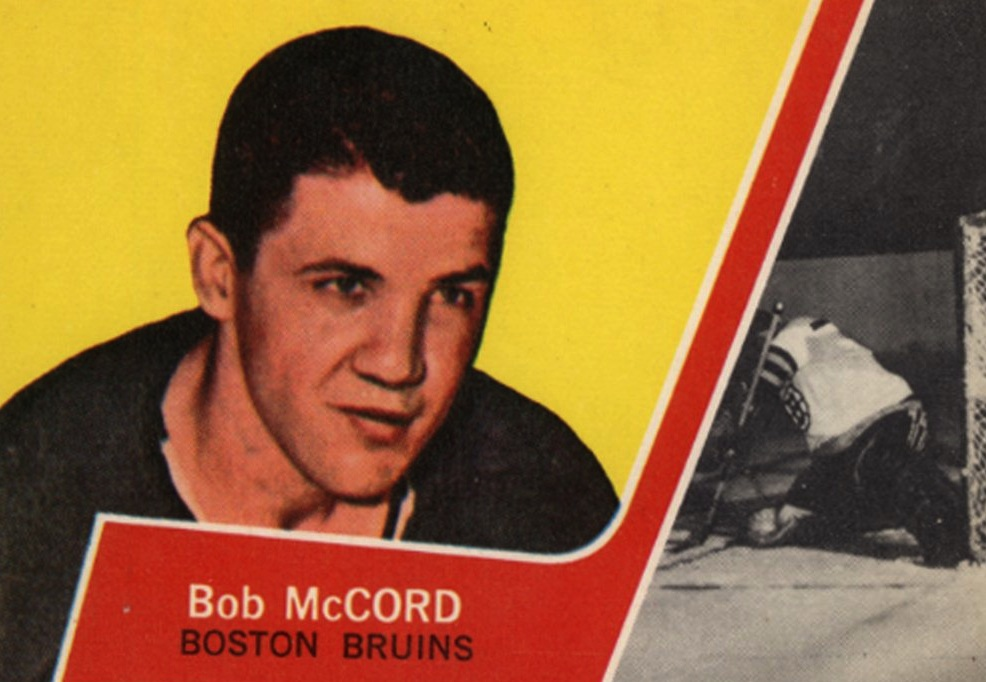
Боб Маккорд

- Бауман, Павел (33) — польский гребец-байдарочник, неоднократный призёр мировых и европейских чемпионатов по гребле на байдарках и каноэ[95].
- Введенский, Ростислав Михайлович (90) — советский и российский историк.
- Ермураки, Нина (67) — молдавская фолк-певица, солистка оркестра народной музыки «Фолклор», Маэстру ын Артэ[96].
- Косака, Кэндзи (70) — японский государственный деятель, министр образования, культуры, спорта, науки и технологии (2005—2006)[97].
- Круг, Манфред (79) — немецкий актёр кино и телевидения[98].
- Малеваный, Александр Иванович (76) — советский и киргизский журналист, главный редактор газеты «Слово Кыргызстана», советник премьер-министра Киргизской Республики по работе со СМИ[99].
- Маккорл, Боб (82) — канадский хоккеист («Миннесота Норт Старз», «Детройт Ред Уингз», «Сент-Луис Блюз», «Бостон Брюинз»)[100].
- Мини, Кевин (60) — американский актёр[101].
- Мишю, Клеман (80) — французский актёр[102].
- Николь, Ричард (39) — австралийский дизайнер[103].
- Рулло, Джерри (93) — американский профессиональный баскетболист, выступавший в Американской баскетбольной лиге и Баскетбольной ассоциации Америки[104].
- Сафаров, Сафар (69) — таджикский государственный деятель, посол Таджикистана в России (2001—2007), вице-спикер нижней палаты парламента[105].
- Тищенко, Вячеслав Алексеевич (67) — советский и украинский организатор производства, директор Запорожской АЭС (2003—2016), заслуженный энергетик Украины[106].
- Четвертаков, Виталий Петрович (74) — советский и российский тренер по прыжкам на лыжах с трамплина и лыжному двоеборью, мастер спорта СССР[107].
- Шмадель, Луц Дитер (74) — немецкий астроном и первооткрыватель астероидов[108].

## 20 октября

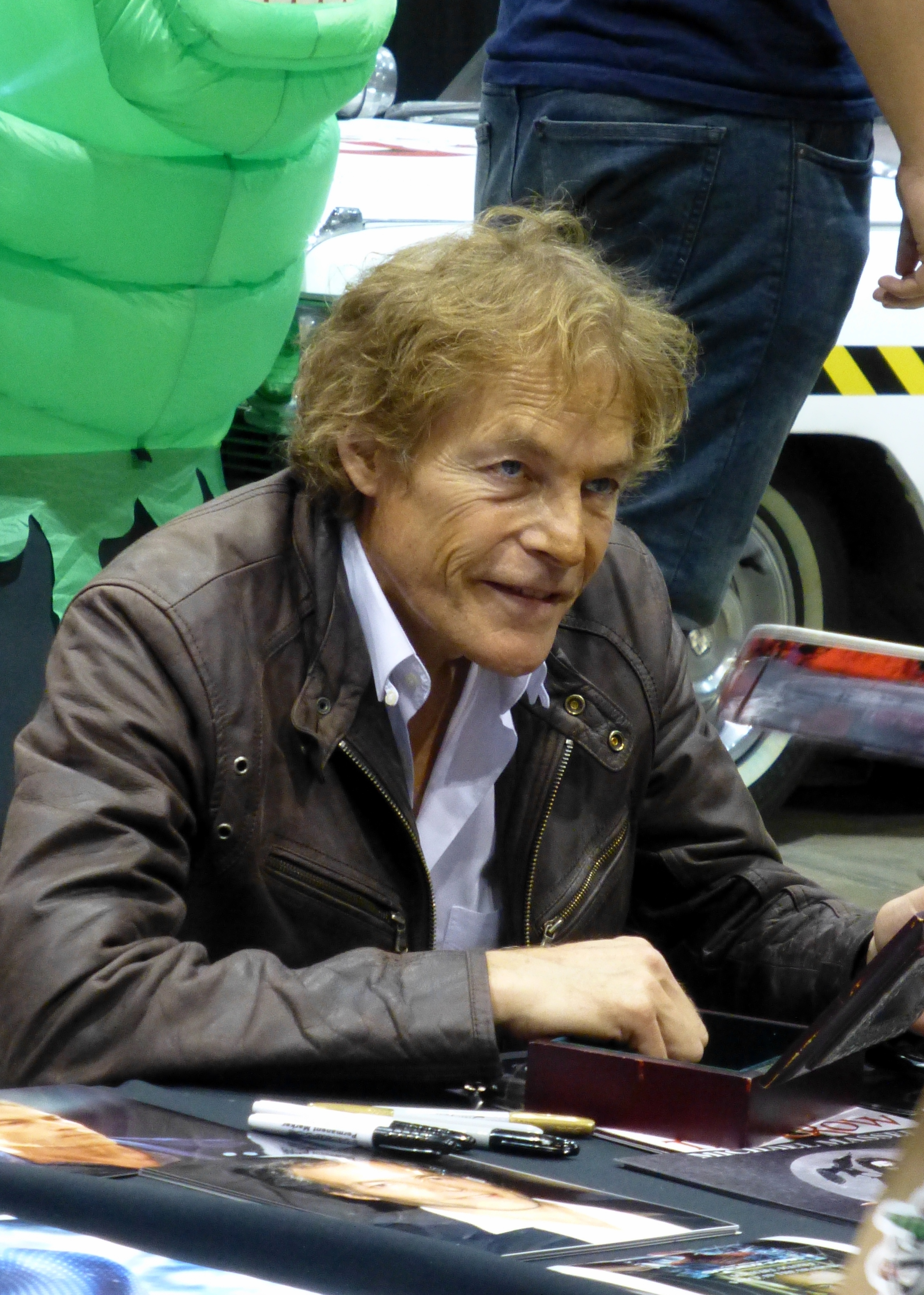
Майкл Масси

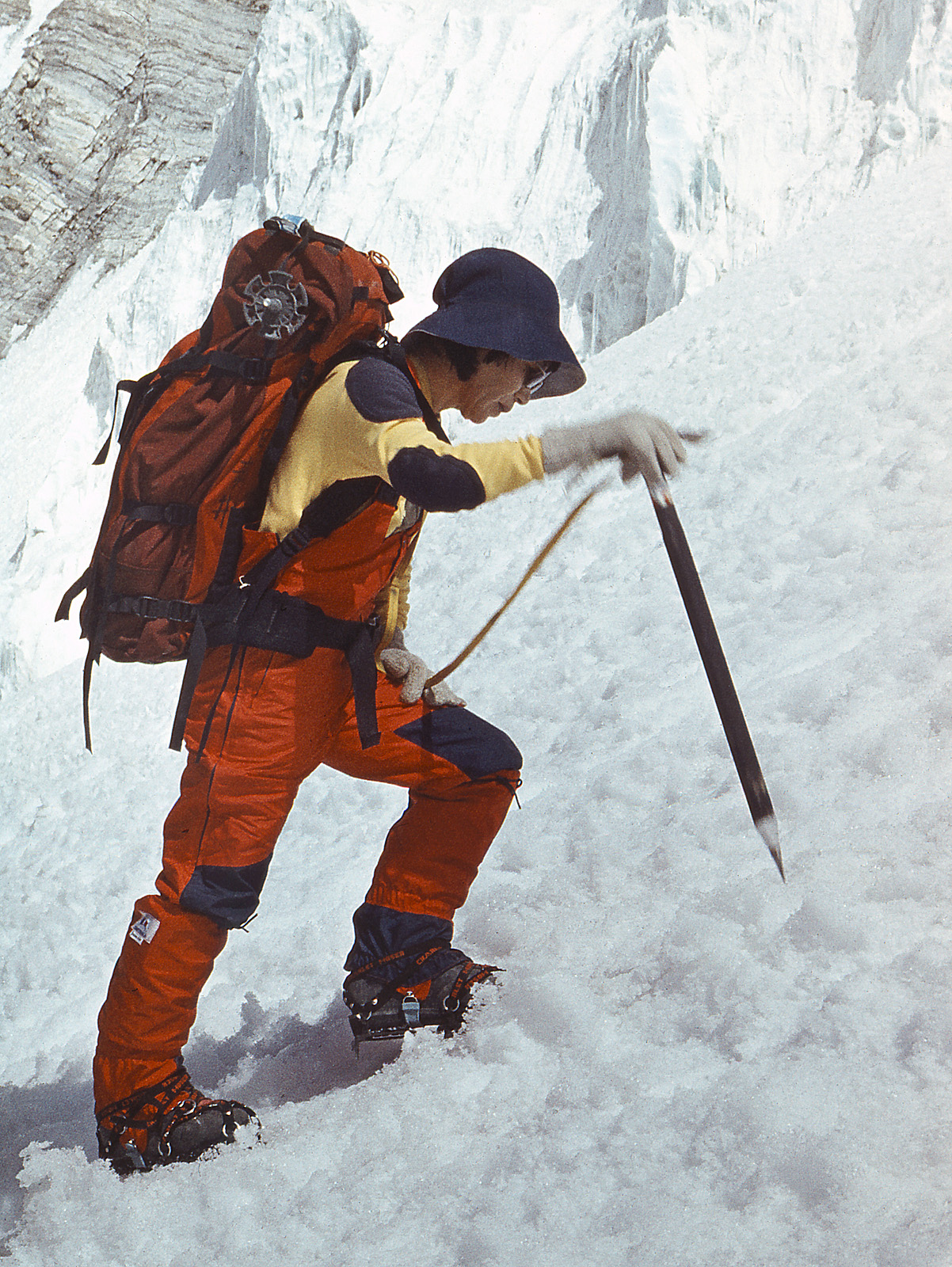
Дзюнко Табаи

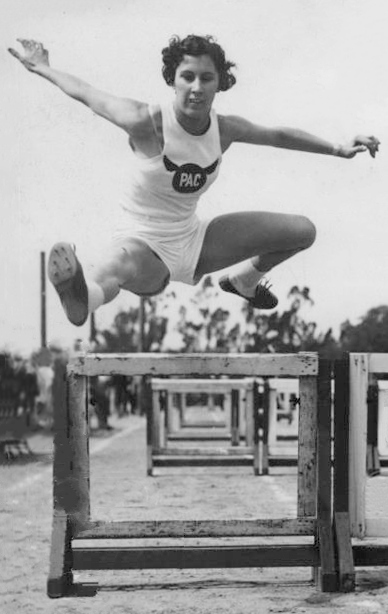
Симона Шаллер

- Багаев, Борис Николаевич (91 или 92) — советский и югоосетинский художник, участник Великой Отечественной войны (похороны состоялись в этот день)[109].
- Венгер, Виталий Константинович (88) — советский и российский театральный актёр, артист Иркутского драматического театра им. Н. П. Охлопкова. Народный артист РСФСР (1977). Лауреат Государственной премии РФ (1995)[110].
- Дреер, Уве (56) — немецкий футболист и тренер[111].
- Лаллеман, Роже (84) — бельгийский государственный деятель, президент Сената Бельгии (1988)[112].
- Масси, Майкл (61) — американский актёр[113].
- Матвеичев, Вячеслав Дмитриевич (86) — советский и российский художник, основатель фабрики «Русский подарок» (Малоярославец, Калужская область)[114].
- Павлидис, Гиоргос (60) — греческий государственный деятель, губернатор Восточной Македонии и Фракии (с 2014)[115].
- Пенкина, Светлана Александровна (65) — советская актриса, вдова Владимира Мулявина (о смерти объявлено в этот день)[116] Архивная копия от 4 ноября 2016 на Wayback Machine.
- Табэи, Дзюнко (77) — японская альпинистка, первая в мире женщина, покорившая Джомолунгму; рак[117].
- Телькамп, Мике (82) — нидерландская эстрадная певица[118].
- Шаллер, Симона (104) — американская легкоатлетка (прыжки в высоту), участница Летних Олимпийских игр в Лос-Анджелесе (1932) и Берлине (1936), старейшая в мире участница Олимпийских игр[119].

## 19 октября

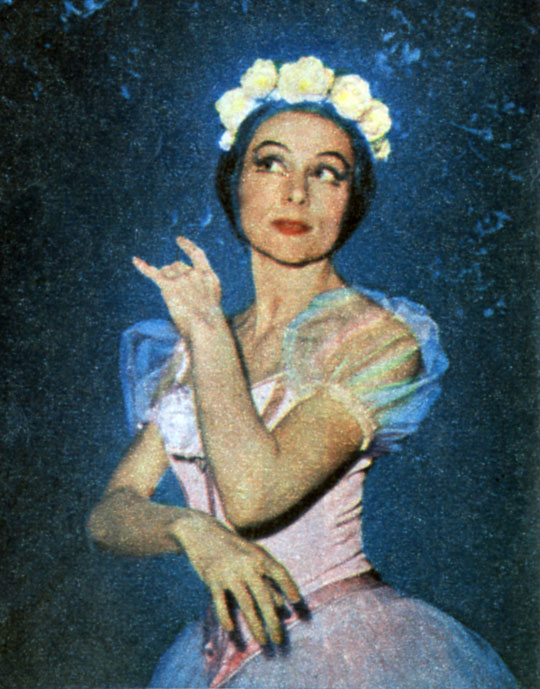
Иветт Шовире

- Васильев, Александр Юрьевич (54) — российский и норвежский учёный-математик, заместитель директора Института математики Бергенского университета (Норвегия)[120].
- Кирейко, Виталий Дмитриевич (89) — советский и украинский композитор, народный артист УССР (1977)[121].
- Коваленко, Всеволод Павлович (84) — советский и российский учёный-нефтяник, заслуженный деятель науки и техники Российской Федерации[122].
- Стеффе, Джованни (88) — итальянский гребец академического стиля, серебряный призёр летних Олимпийских игр в Лондоне (1948)[123].
- Тарасенко, Александр Георгиевич (73) — советский и российский актёр и режиссёр, поэт-песенник, народный артист Российской Федерации[124].
- Чесс, Фил (95) — деятель американской музыкальной индустрии[125].
- Шовире, Иветт (99) — французская балерина[126].
- Эчеберрия, Луис Мария (78) — испанский футболист, выступавший за клуб «Атлетик» (Бильбао) (1961—1972), чемпион Европы (1964)[127].

## 18 октября

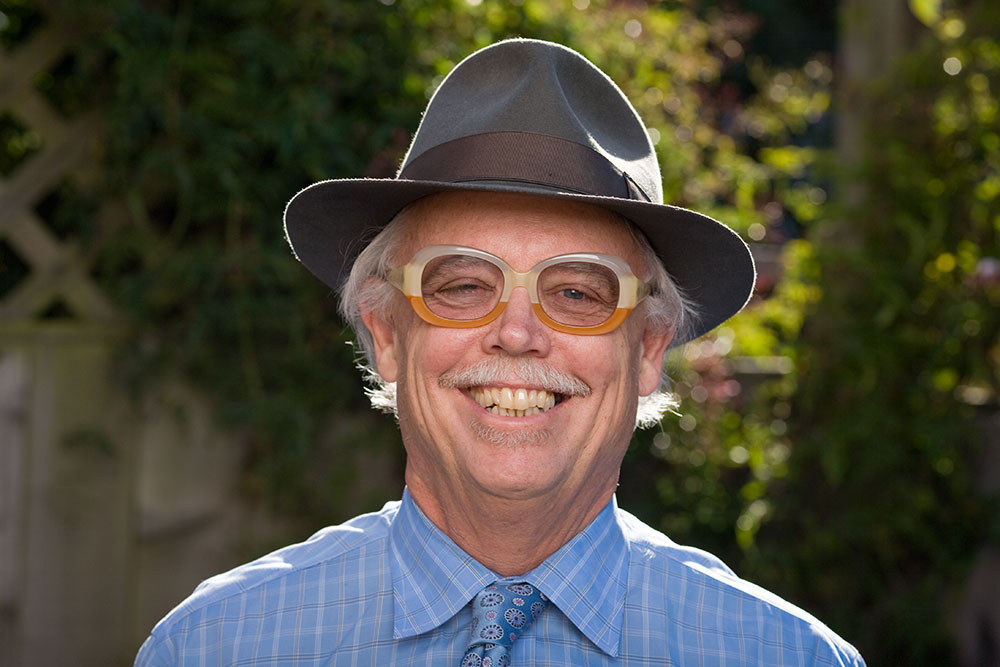
Дэвид Баннелл

- Аддабо, Энтони (56) — американский актёр[128].
- Алдын-оол, Арыя Араптановна (87) — советский и российский тувинский педагог, народный учитель СССР (1984), почётный гражданин Кызыла[129].
- Аль-Кабир, Турки бин Сауд[значимость?] — принц Саудовской Аравии; казнён[130].
- Баннелл, Дэвид (69) — американский бизнесмен и издатель, создатель компьютерного журнала PC Magazine[131]
- Богданов, Владимир (70) — латвийский правозащитник[132].
- Елебекова, Хабиба Каракбаевна (100) — советская и казахская актриса театра и кино, заслуженная артистка Казахской ССР, вдова актёра и певца Жусупбека Елебекова[133].
- Каллиник (Ханиотис) (91) — епископ Ламийского синода ИПЦ Греции; митрополит Фтиотидский и Фавмакский (1971—2016)[134].
- Лихачёв, Сергей Александрович (76) — советский теннисист, заслуженный мастер спорта СССР (1967)[135].
- Мельников, Вилли (54) — российский поэт-экспериментатор и актёр[136].
- Мишин, Вадим Николаевич (71) — советский и молдавский политический деятель, генерал-майор запаса, депутат парламента Молдовы от ПКРМ (1998—2012), председатель политической партии «Возрождение» (2012—2016); инфаркт[137].
- Рубцов, Андрей Филиппович (90) — советский и российский художник, участник Великой Отечественной войны[138].
- Спрейк, Гэри (71) — британский футболист, вратарь «Лидс Юнайтед» и сборной Уэльса (1962—1975), чемпион Англии по футболу (1968/1969)[139].
- Шувакович-Савич, Сузана (47) — сербская оперная певица (сопрано), солистка Белградской народной оперы[140].

## 17 октября

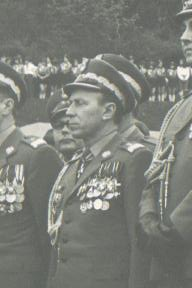
Теодор Куфель

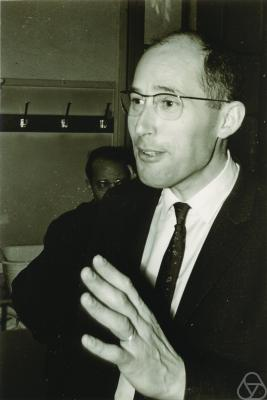
Марсель Берже

- Джозеф, Изу (24) — нигерийский футболист, защитник («Шутинг Старз»); убит[141].
- Куфель, Теодор (96) — польский военный деятель, участник Второй мировой войны, генерал Армии Людовой[142].
- Логинов, Владимир Александрович (61) — российский государственный деятель, губернатор Корякского автономного округа (2000—2005)[143].
- Пчакчеан, Мовсес (75 или 76) — французский писатель армянского происхождения[144].
- Русская, Светлана Ивановна (49) — российская певица, композитор, общественный деятель; рак[145].
- Сантонья, Элена (84) — испанская актриса, художница и телеведущая[146].
- Скисов, Сергей Ювенальевич (56) — советский и российский археолог, художник и скульптор[147].
- Сольми, Сергей Васильевич (55) — российский художник, музыкант, поэт, основатель и организатор фестивалей «Улица Любви»[148].
- Сыхра, Игорь Николаевич (67) — российский актёр театра и кино, писатель, заслуженный артист России (1994) («Два капитана», «Папины дочки» и др.)[149].
- Фогель, Реми (55) — французский футболист («Страсбур», «Монако»)[150].
- Шевчук, Василий Иванович (90) — советский и украинский писатель, участник Великой Отечественной войны (похороны состоялись в этот день)[151].
- Энтони, Руфин (76) — пакистанский католический прелат, епископ Исламабада-Равалпинди (с 2010 года)[152].
- Эпплгейт, Эдди (81) — американский актёр[153].

## 16 октября

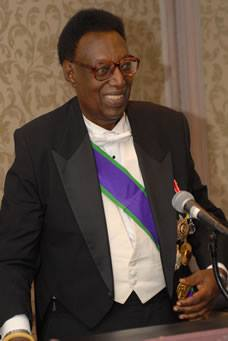
Кигели V

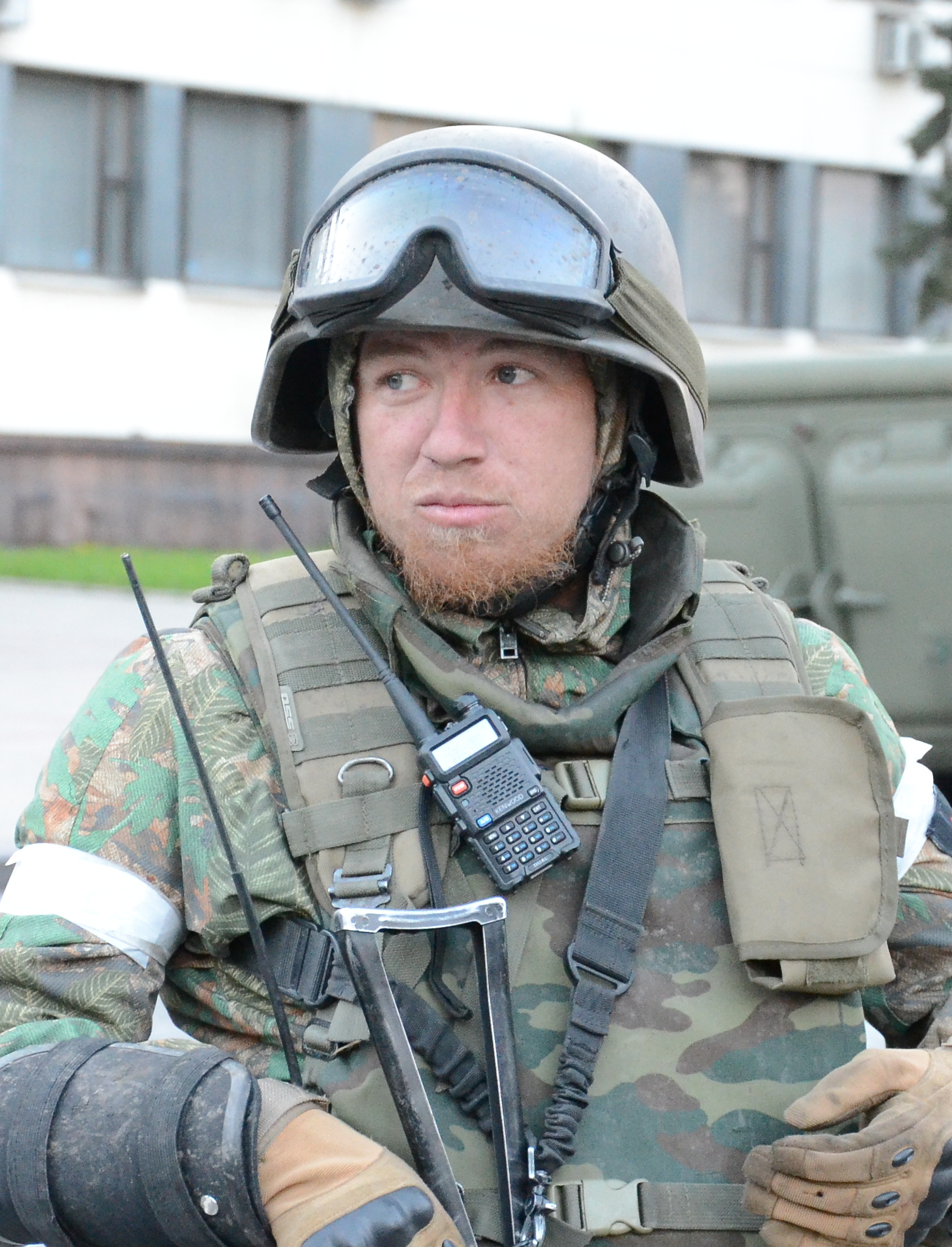
Моторола

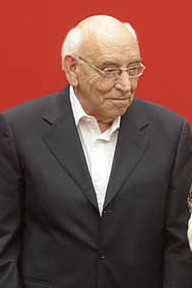
Хуан Радриган

- Евсиков, Вадим Иванович (81) — советский и российский генетик, член-корреспондент РАН (1994)[154].
- Зубков, Виктор Алексеевич (79) — советский баскетболист, двукратный призёр Олимпийских игр (1956, 1960)[155].
- Кигели V (80) — король (мвами) Руанды (1959—1961)[156].
- Ключарев, Павел (38) — российский рок-музыкант, основатель и руководитель группы «Краденое солнце»[157].
- Кухарь, Иван Иванович (88) — советский и российский организатор производства, председатель колхоза имени Владимира Ильича Ленинского района Московской области (1963—1986), дважды Герой Социалистического Труда (1973, 1986)[158].
- Микелс, Тед В. (87) — американский режиссёр, сценарист и продюсер фильмов ужасов[159].
- Николич, Данило (89 или 90) — сербский писатель[160].
- Павлов, Арсен Сергеевич (Моторола) (33) — участник вооружённого конфликта на востоке Украины; убит[161].
- Перилло, Лусия (58) — американская поэтесса латиноамериканского происхождения[162].
- Пожела, Юрас (34) — литовский государственный деятель, министр здравоохранения Литвы (2016)[163].
- Радриган, Хуан (79) — чилийский писатель[164].
- Фоли, Энтони (42) — ирландский регбист и тренер[165].
- Фридман, Александр Абрамович (83) — советский и российский экономист[166].
- Хантер-Гордон, Валери (94) — британская изобретательница подгузников, внучка изобретателя Винсента де Ферранти[167].
- Харт, Сесилия (68) — американская актриса[168][169].

## 15 октября

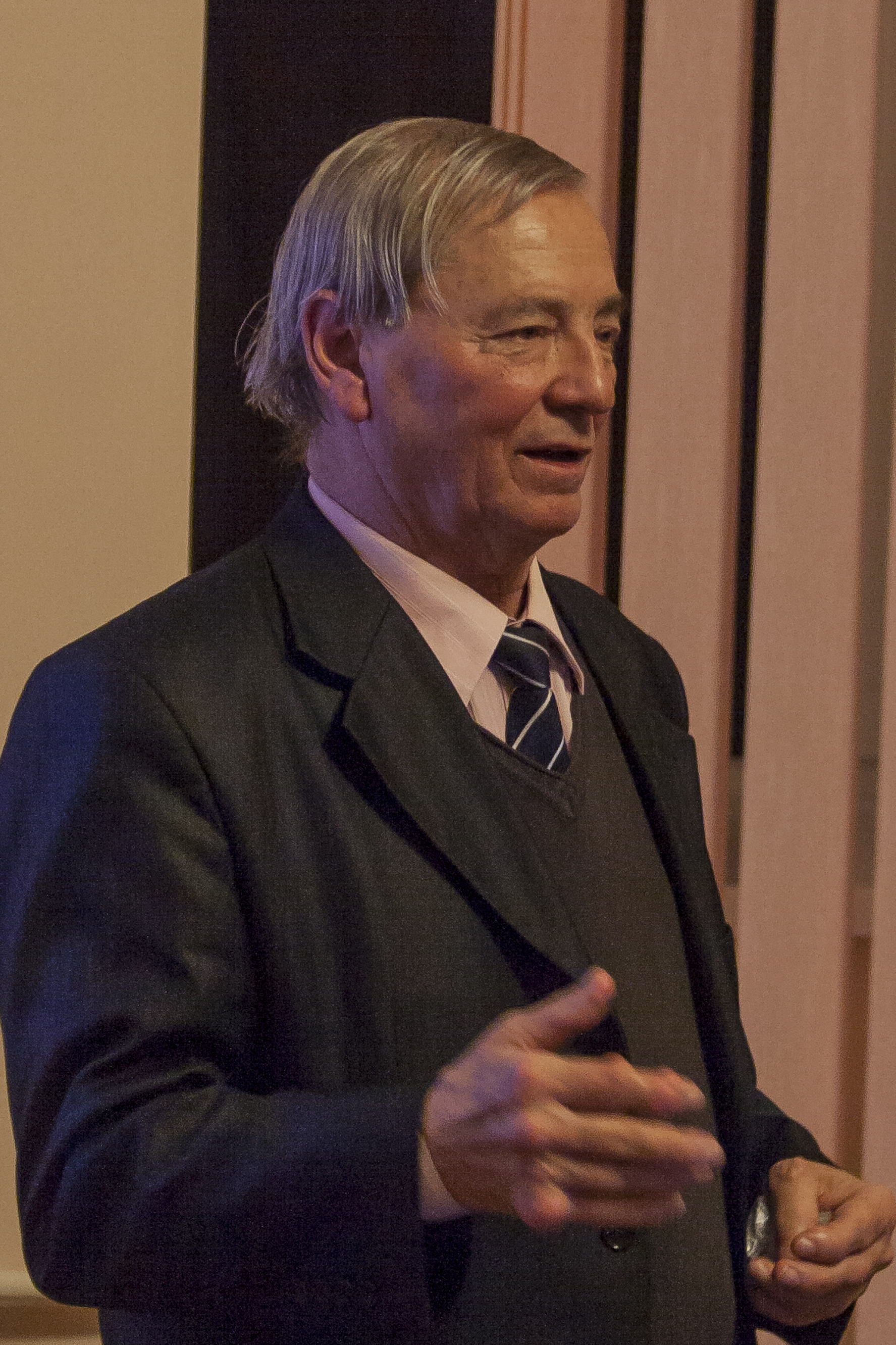
Клим Чурюмов

- Берже, Марсель (89) — французский математик, член группы «Артур Бессе», член Французской академии наук[170].
- Божилов, Иван (76) — болгарский историк-медиевист, доктор исторических наук[171].
- Винников, Вячеслав Николаевич (78) — протоиерей, церковный писатель и диссидент Русской православной церкви[172].
- Кузнецов, Феликс Феодосьевич (85) — советский и российский литературовед и литературный критик, член-корреспондент РАН (1991; член-корреспондент АН СССР с 1987), директор Института мировой литературы РАН (1987—2005)[173].
- Лако, Теодор (80) — албанский государственный деятель, дипломат и писатель, министр культуры (1994—1997), посол Албании в России, основатель и лидер Либерального союза Албании[174].
- Махура, Мариан (83) — польский органист и композитор[175].
- Чурюмов, Клим Иванович (79) — советский и украинский астроном, первооткрыватель комет Чурюмова — Герасименко (1969) и Чурюмова — Солодовникова[176].
- Шамоев, Мираб (57)[значимость?] — один из лидеров курдского освободительного движения, сопредседатель Международного союза курдских общественных объединений[177].

## 14 октября

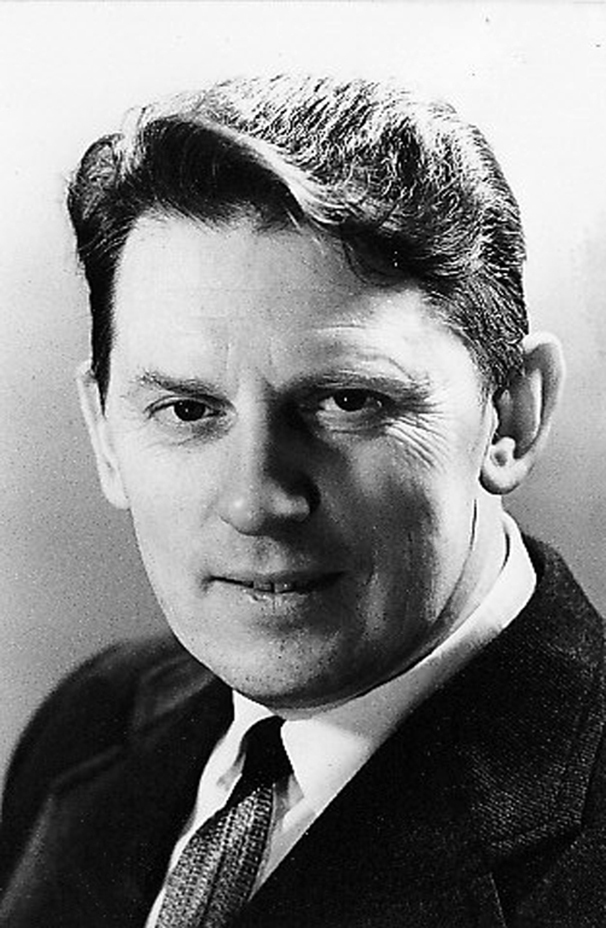
Александр Горелов

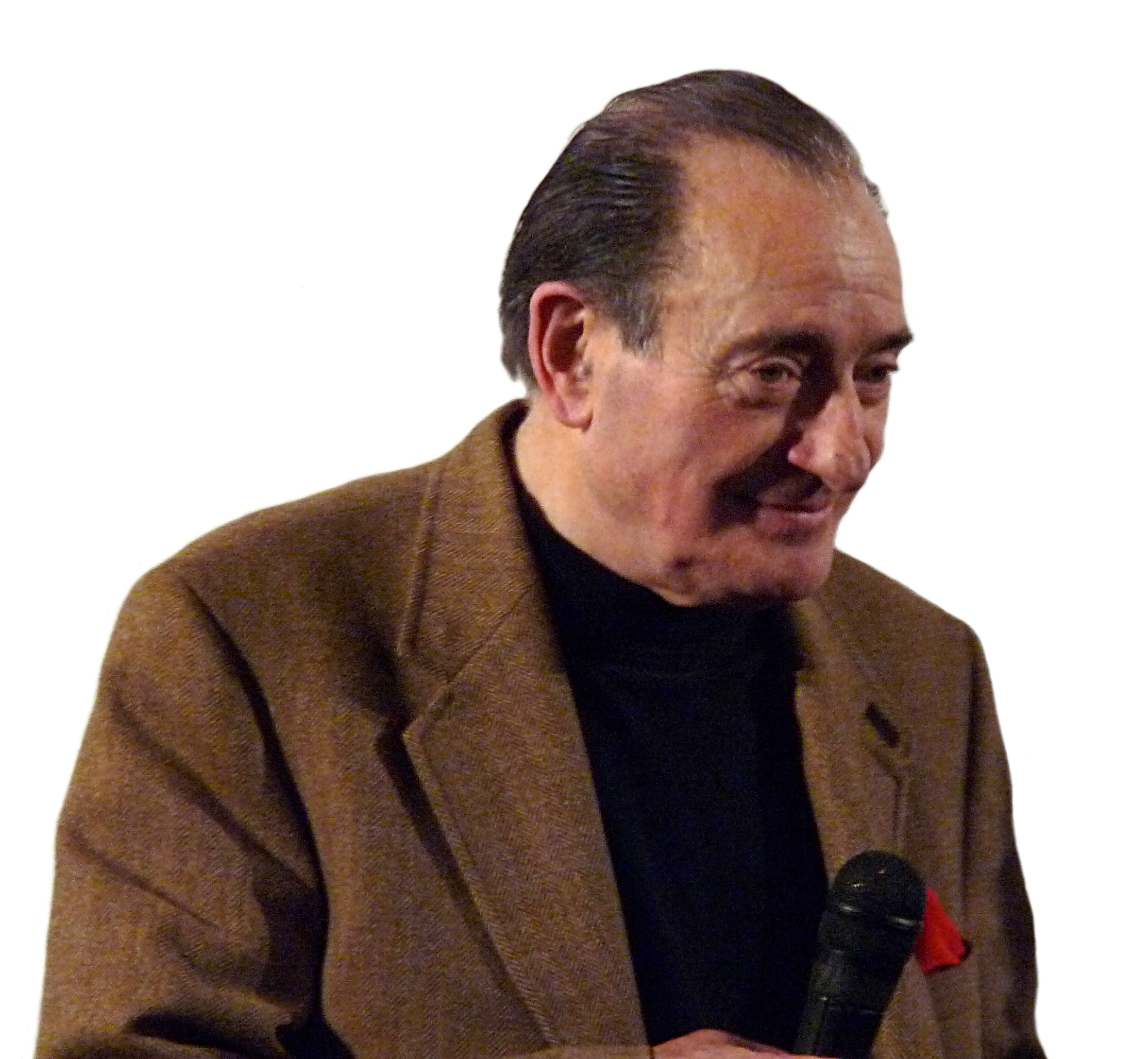
Пьер Этекс

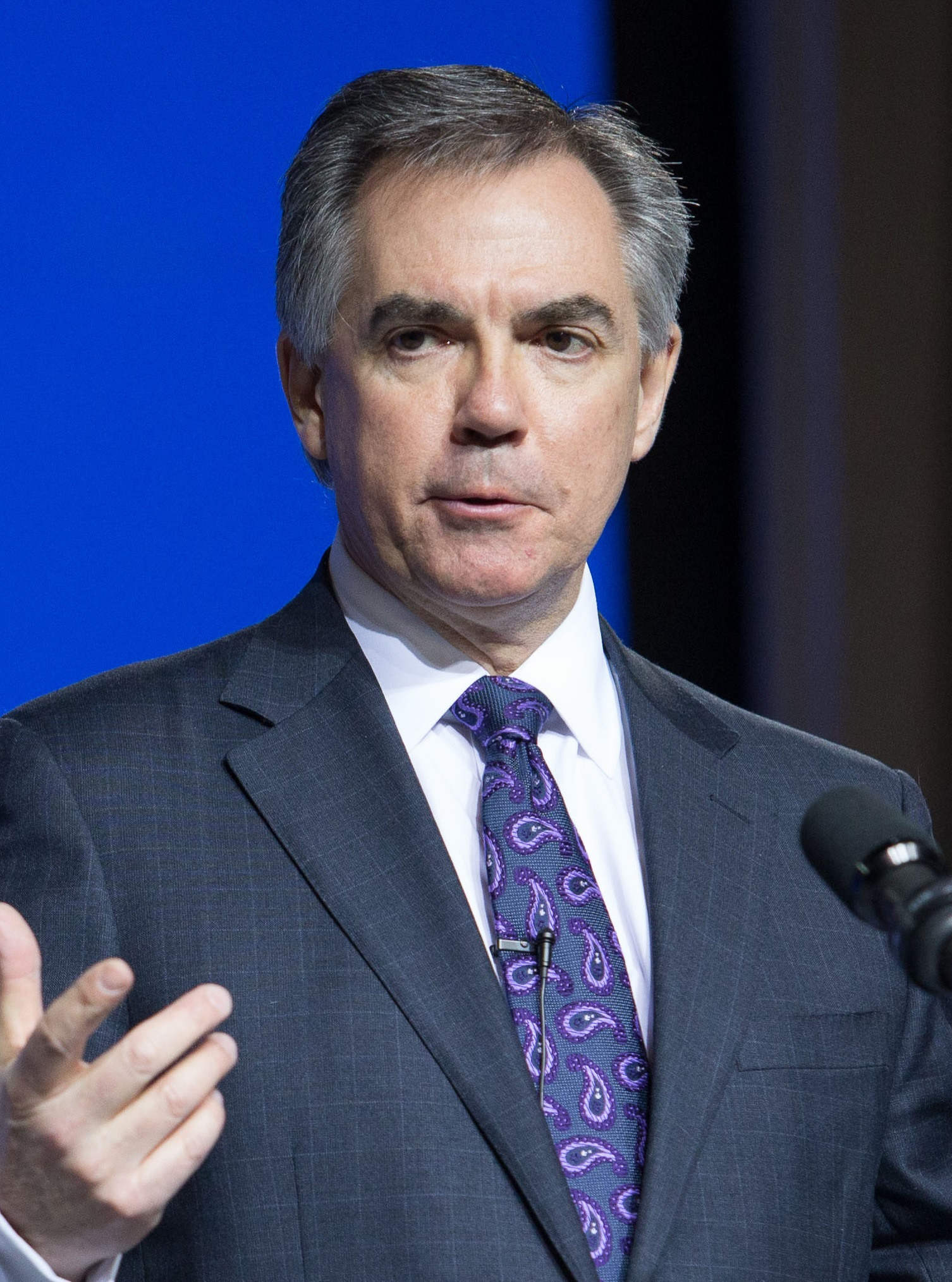
Джим Прентис

- Адамс Доти, Кэтрин (96) — американская киноактриса[178].
- Александр, Джин (90) — британская актриса[179].
- Беспалов, Валерий Викторович (57) — советский и российский тренер по боксу, мастер спорта СССР[180].
- Валерии, Тонино (82) — итальянский режиссёр и сценарист («Дни ярости», «Меня зовут Никто»)[181].
- Валеска (Мария Валеска) (75) — бразильская эстрадная певица и композитор[182].
- Великодный, Леонид Дмитриевич (88) — советский и российский писатель, участник Великой Отечественной войны[183].
- Горелов, Александр Александрович (85) — советский и российский литературовед, фольклорист, прозаик, поэт, заслуженный деятель науки Российской Федерации (2004)[184].
- Леллу, Жозе (72) — португальский государственный деятель, министр по делам молодёжи и спорта (2000—2006)[185].
- Леммерхирт, Вернер (67) — немецкий автор-исполнитель[186].
- Миляшкин, Григорий Васильевич (?) — советский и российский художник и писатель[187].
- Пессини, Оривал (72) — бразильский актёр-комик, певец и композитор[188].
- Пряхин, Валерий Владимирович (83) — советский и российский хозяйственный деятель, генеральный директор «Калужского турбинного завода» (1976—1997), Герой Социалистического Труда (1985)[189].
- Сёмин, Александр Васильевич (72) — советский футболист, защитник бакинского «Нефтчи» (1967—1972)[190].
- Сифниос, Душка (82) — сербская балерина[191].
- Сонин, Виктор Владимирович (82) — советский и российский историк и юрист, доктор исторических наук, профессор права Дальневосточного федерального университета[192].
- Теркулова, Наджия Абдурахмановна (87) — советская и российская оперная певица, народная артистка Татарстана, солистка Татарской государственной филармонии имени Габдуллы Тукая[193].
- Фёльдвари, Корней (84) — словацкий литературный критик, литературный переводчик и публицист венгерского происхождения[194].
- Харни, Эдмонд (96) — бельгийский джазовый музыкант[195].
- Шуша, Фарук (80) — египетский поэт[196].
- Этекс, Пьер (87) — французский комедийный актёр, режиссёр, сценарист[197].

## 13 октября

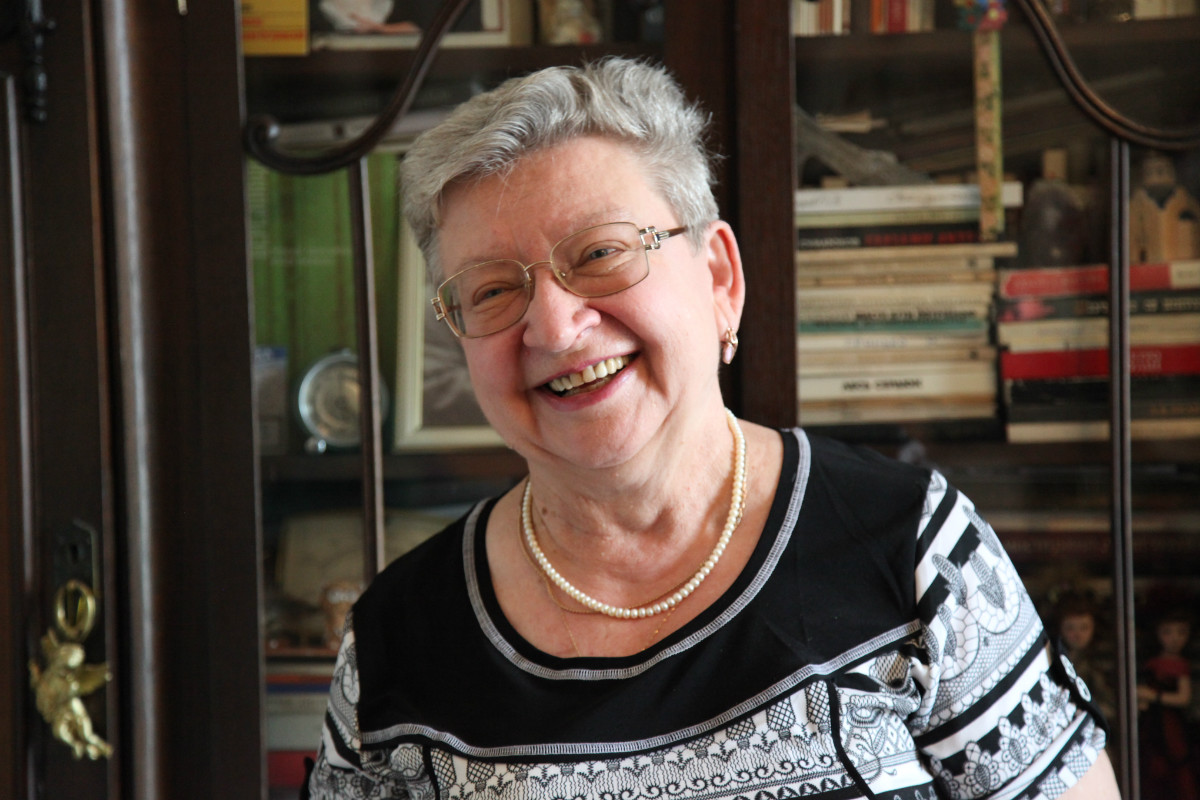
Валентина Заболотнова

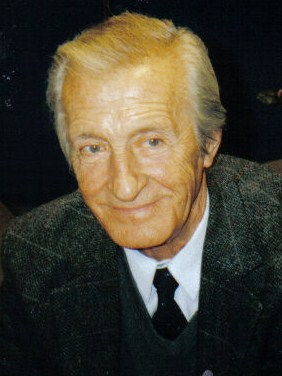
Анджей Копчиньский

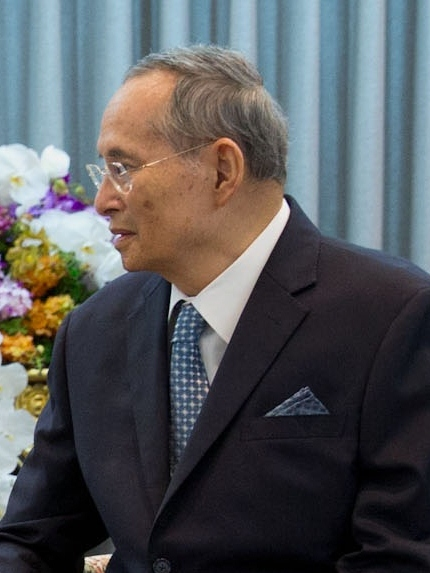
Пхумипон Адульядет

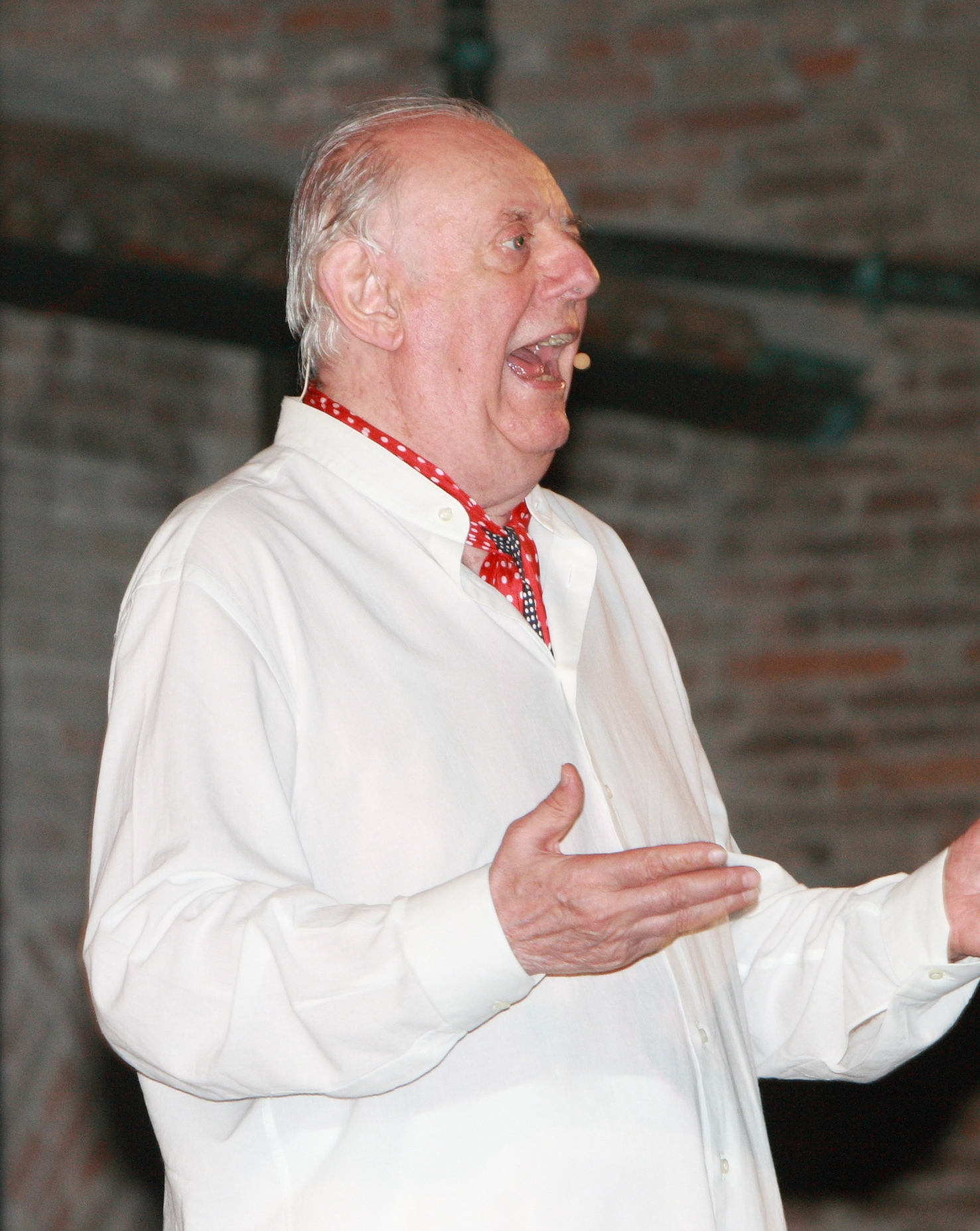
Дарио Фо

- Вимбергер, Герхард (93) — австрийский композитор (о смерти объявлено в этот день)[198].
- Данилин, Николай (68) — российский автогонщик, чемпион России по зимним трековым автогонкам (2000)[199].
- Заболотная, Валентина Игоревна (76) — украинский театровед, театральный критик, заслуженный деятель искусств Украины, внучка актрисы Валентины Бжеской[200].
- Копичиньский, Анджей (82) — польский актёр[201].
- Нагашян, Севан (?) — армянский художник-мультипликатор[202].
- Прасертсуван, Буунео (97) — таиландский государственный деятель, председатель Национальной ассамблеи Таиланда (1995—1996)[203].
- Прентис, Джим (60) — канадский адвокат и политический деятель, депутат парламента от Консервативной партии (2004—2010), премьер-министр правительства провинции Альберта (2014—2015); авиакатастрофа[204].
- Пхумипон Адульядет (88) — король Таиланда (с 1946 года)[205].
- Сентименти, Примо (89) — итальянский футбольный тренер[206].
- Стеттнер, Луис (93) — американский фотограф[207].
- Фо, Дарио (90) — итальянский драматург, режиссёр, теоретик сценического мастерства, живописец, лауреат Нобелевской премии по литературе (1997)[208].

## 12 октября
- Вулич, Джон (55) — американский киноактёр, кинорежиссёр и кинопродюсер[209].
- Маэстри, Сантино (78) — итальянский футболист[210].
- Мухаметзянов, Виталий Альбертович (51) — российский режиссёр, актёр, сценарист, клипмейкер, художник-мультипликатор, создатель студии «Муха»[211].
- Сандерс, Сонни (77) — американский музыкант и автор песен[212].
- Удалова, Ирина Григорьевна (67) — советская и российская оперная певица (лирико-драматическое сопрано), солистка Государственного академического Большого театра (с 1985 года), заслуженная артистка Российской Федерации (1995)[213].
- Унакытан, Кемаль (70) — турецкий государственный деятель, министр финансов Турции (2002—2009)[214] .
- Форд, Томас Микал (52) — американский актёр[215].
- Тюрикова, Ирина Константиновна (66) — русская и советская переводчица, более известная как неоднократный чемпион «Брейн-ринга» и редактор «Своей игры».

## 11 октября

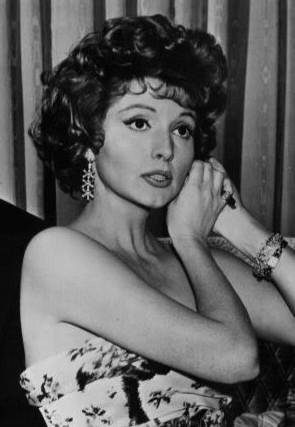
Патриша Барри

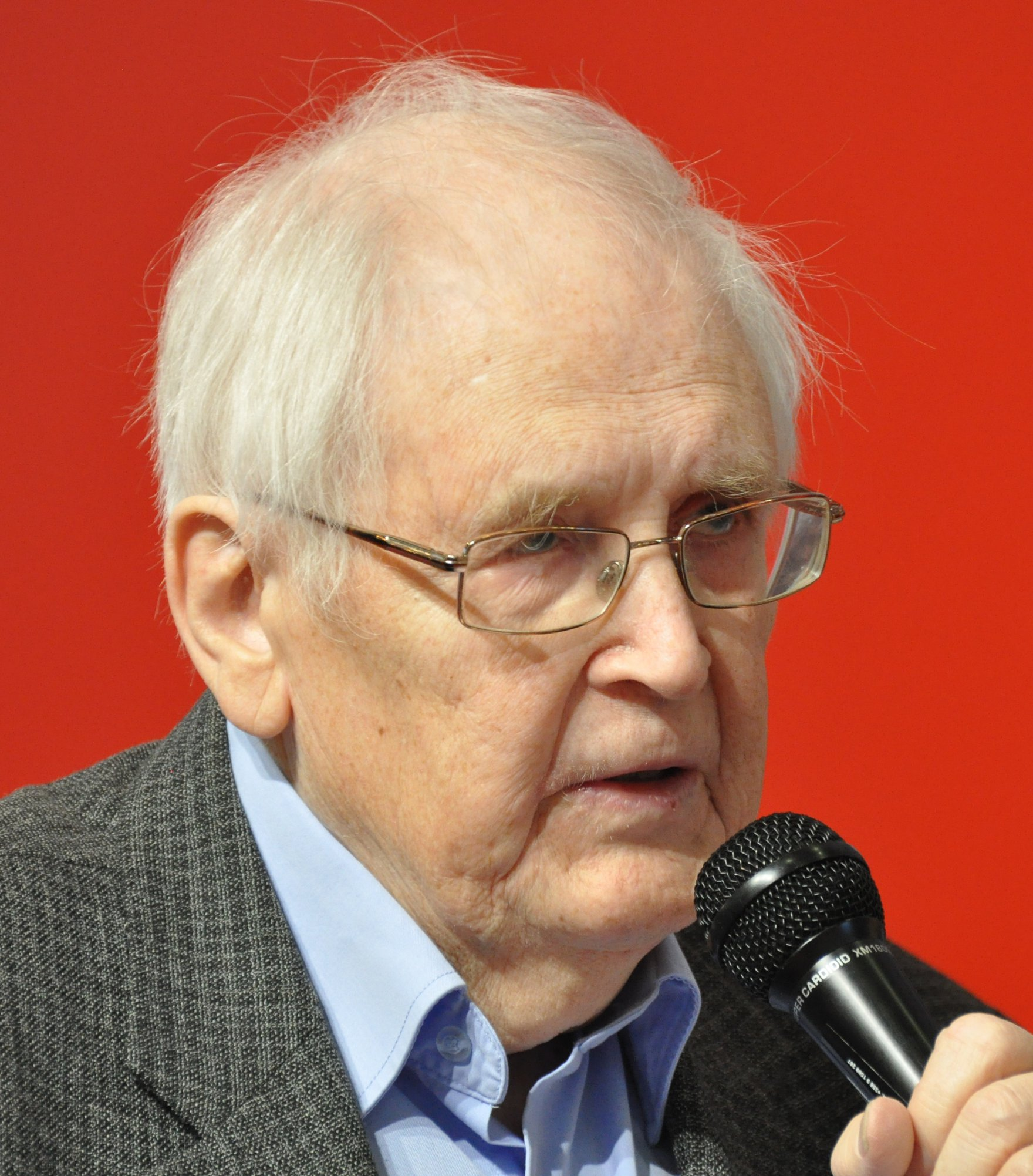
Ларс Хульден

- Антин, Дэвид (84) — американский поэт[216].
- Барри, Патриша (93) — американская актриса[217].
- Израэль Дик (68) — филиппинский актёр[218][219].
- Ланюгин, Владимир (70) — советский и российский спортсмен-конник[220].
- Ломако, Валерий Иванович (76) — советский и российский актёр Курского театра драмы имени Пушкина, народный артист РСФСР (1987)[221].
- Матоха, Ян (93) — чехословацкий гребец-каноист, участник Летних Олимпийских игр в Лондоне (1948) и Летних Олимпийских игр в Хельсинки (1952)[222].
- Подорожняк, Борис Давыдович (79) — советский и украинский футбольный тренер («Локомотив» Днепропетровск)[223].
- Россиянов, Олег Константинович (95) — советский и российский литературный переводчик и специалист по венгерской литературе[224].
- Теаннаки, Театао (80) — государственный деятель Кирибати, вице-президент (1979—1991), президент (1991—1994) Кирибати[225].
- Уитакер, Юэн (94) — британский астроном[226].
- Фролов, Михаил Иванович (91) — советский и российский историк, участник Великой Отечественной войны, вице-президент Академии военно-исторических наук[227].
- Хагман, Матти (61) — финский хоккеист, первый финский игрок в НХЛ[228].
- Хульден, Ларс (90) — финский писатель шведского происхождения[229].

## 10 октября

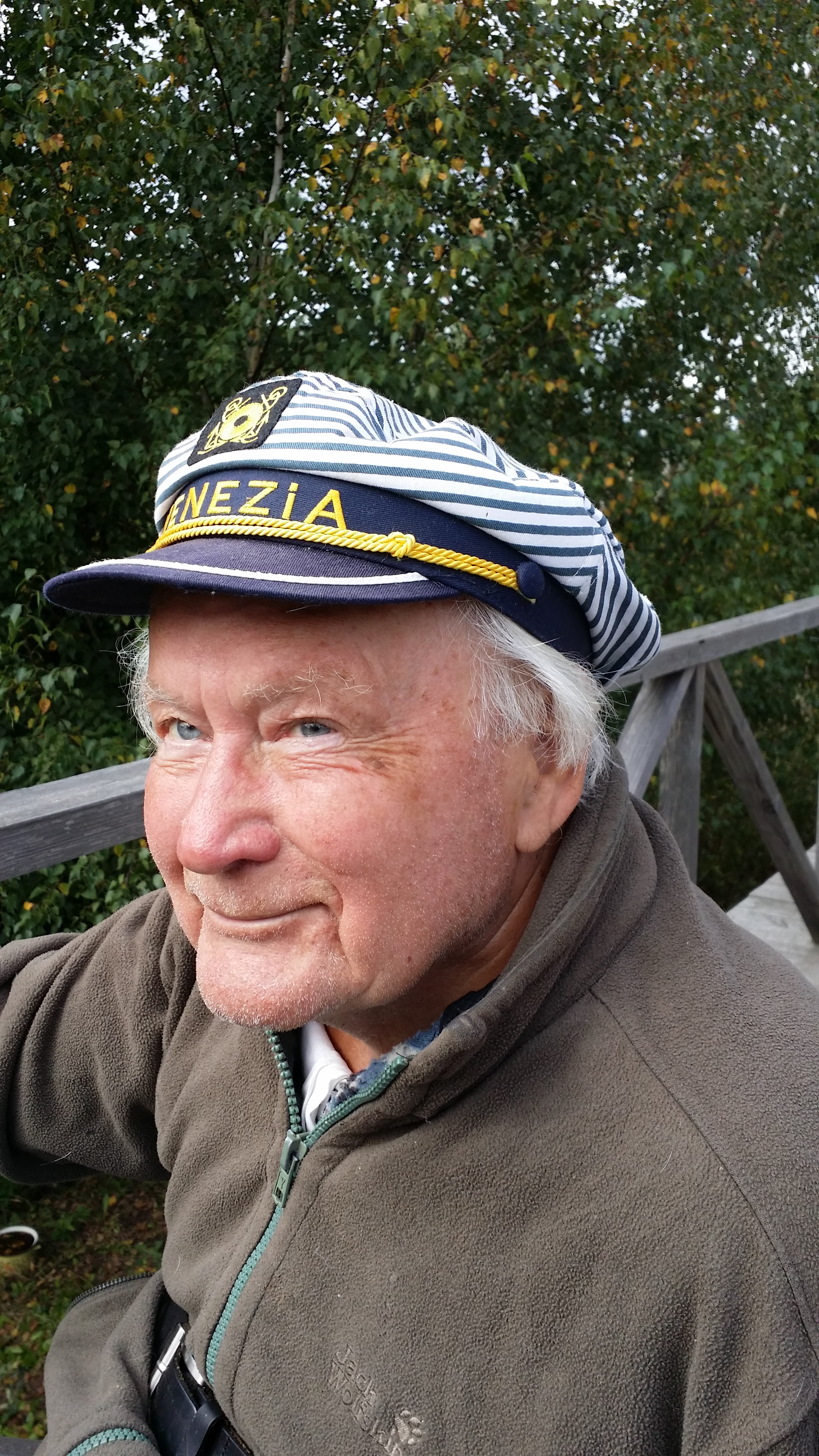
Юрий Нехорошев

- Вега, Гонсало (69) — мексиканский актёр («Алондра»)[230].
- Данов, Румен (60) — болгарский политический деятель и публицист, основатель партии Союз Демократических Сил Болгарии, председатель Либеральной партии Болгарии (2000—2016)[231].
- Наливалкин, Дмитрий Алексеевич (90) — советский военачальник, начальник Управления Спецчастей ВВ МВД СССР (1982—1988), генерал-лейтенант в отставке[232].
- Нехорошев, Юрий Иванович (91) — советский и российский искусствовед, театровед, писатель и журналист, главный редактор журнала «Творчество» (1965—1985), заслуженный деятель искусств Российской Федерации (1999), отец журналиста Александра Нехорошева[233].
- Танака, Кадзунари (49) — японский киноактёр[234].

## 9 октября

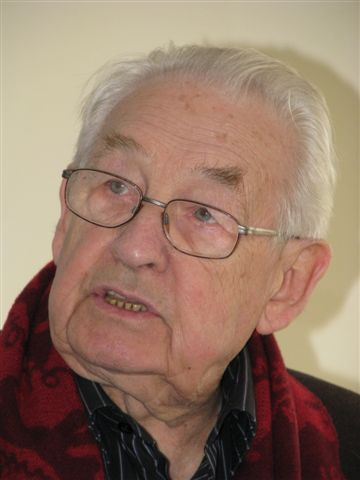
Анджей Вайда

- Акерон, Сьюзэн (44) — канадская актриса, назофарингеальная карцинома[235].
- Вайда, Анджей (90) — польский режиссёр, театра и кино, сценарист[236].
- Дембеле, Мамаду (82) — малийский государственный деятель, премьер-министр Мали (1986—1988)[237].
- Кавасима, Митиюки (47) — японский музыкант (Boom Boom Satellites)[238].
- Констандопулу, Надя (83) — греческая певица[239].
- Констант, Давид (86) — английский прелат Римско-католической церкви, епископ Лидса (1985—2004)[240].
- Панна, Алексей Алексеевич[значимость?] — советский и украинский скульптор и аккордеонист[241][неавторитетный источник].
- Прайор, Аарон (60) — американский профессиональный боксёр, чемпион мира[242].
- Селезнёв, Пётр Иванович (52)[значимость?] — российский общественный и государственный деятель[243].
- Скобликов, Геннадий Николаевич (79) — советский и российский писатель[244].

## 8 октября

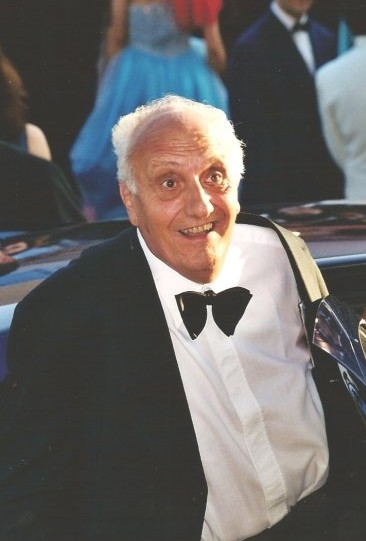
Пьер Черния

- Бигански, Гийом (83) — французский футболист[245].
- Винклер, Антон (62) — западногерманский саночник, бронзовый призёр Олимпийских игр в Лейк-Плэсиде (1980)[246].
- Дубин, Гари (57) — американский киноактёр; костный рак[247].
- Захаринский, Вячеслав Адамович (65) — советский и белорусский художник[248].
- Зуровац, Саша (69) — сербский эстрадный певец[249].
- Йонкерс, Бен (70) — нидерландский футболист[250].
- Клаф, Рэй Уильям (96) — американский инженер, один из создателей метода конечных элементов, лауреат Национальной научной медали США (1994), и медали Бенджамина Франклина (2006)[251].
- Кузнецов, Владимир Николаевич (78) — советский футболист («Иртыш» Омск) (1957—1969), тренер, судья всесоюзной категории по футболу и хоккею с мячом[252].
- Курпевский, Войцех (50) — польский гребец-байдарочник, серебряный призёр летних Олимпийских игр в Барселоне (1992)[253].
- Минаков, Василий Иванович (95) — участник Великой Отечественной войны, генерал-майор авиации, Герой Советского Союза (1944)[254].
- Ньюзнер, Джекоб (84) — американский историк и специалист по иудаизму[255].
- Паттакос, Стилианос (103) — греческий военный и политический деятель, один из организаторов переворота «чёрных полковников»[256].
- Черния, Пьер (88) — французский актёр, сценарист и режиссёр, продюсер, ведущий новостей; один из пионеров французского телевидения[257].
- Чикконе, Дон (70) — американский эстрадный певец и композитор[258].

## 7 октября

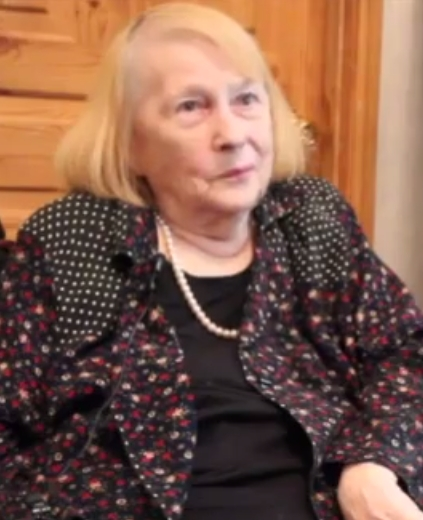
Людмила Иванова

- Батько-Нищук, Оксана Васильевна (43) — украинская актриса, артистка Киевского национального театра драмы имени И. Франко, заслуженная артистка Украины, жена министра культуры Украины Евгения Нищука[259].
- Воронин, Вячеслав Анатольевич (81) — советский украинский актёр, заслуженный артист Украины (2003), первый муж Лидии Федосеевой-Шукшиной[260].
- Де Мендельсон, Феликс (72) — австрийский психоаналитик de:Felix de Mendelssohn.
- Иванова, Людмила Ивановна (83) — советская и российская актриса театра и кино, народная артистка РСФСР, дочь полярника Ивана Иванова, вдова советского и российского физика Валерия Миляева[261].
- Пэшли, Энн (80) — британская легкоатлетка, серебряный призёр летних Олимпийских игр в Мельбурне (1956); впоследствии оперная певица (сопрано) (о смерти стало известно в этот день)[262].
- Перальта, Гонсало (36) — аргентинский футболист; лейкемия[263].
- Рот, Марта (84) — мексиканская актриса[264].
- Сушицки, Вольфганг (104) — австрийский и британский кинооператор и фотограф[265].
- Хиггинс, Росс (86) — австралийский актёр[266].

## 6 октября

Леонид Васильев

- Васильев, Леонид Сергеевич (85) — советский и российский историк, обществовед, религиовед и социолог, востоковед (китаист), заведующий лабораторией исторических исследований НИУ ВШЭ[267].
- Грайнер, Вальтер (80) — немецкий физик-ядерщик, профессор[268].
- Зёлле, Хорст (92) — восточногерманский государственный деятель, министр внешней и внутригерманской торговли ГДР (1965—1986) [Traueranzeige in: neues deutschland, 22. Oktober 2016, S. 6].
- Рассадкин, Петр Алексеевич (95) — участник Великой Отечественной войны, полковник авиации, Герой Советского Союза (1944)[269].
- Саная, Марина Вальтеровна (57) — советская фигуристка-одиночница, судья международной категории по фигурному катанию, дочь футболиста Вальтера Саная[270].
- Хамутенья, Хидипо (77) — намибийский государственный деятель, министр иностранных дел Намибии (2002—2004)[271].
- Черепанов, Юрий Леонидович (66) — советский и российский тренер по боксу, заслуженный тренер России, мастер спорта СССР[272].

## 5 октября

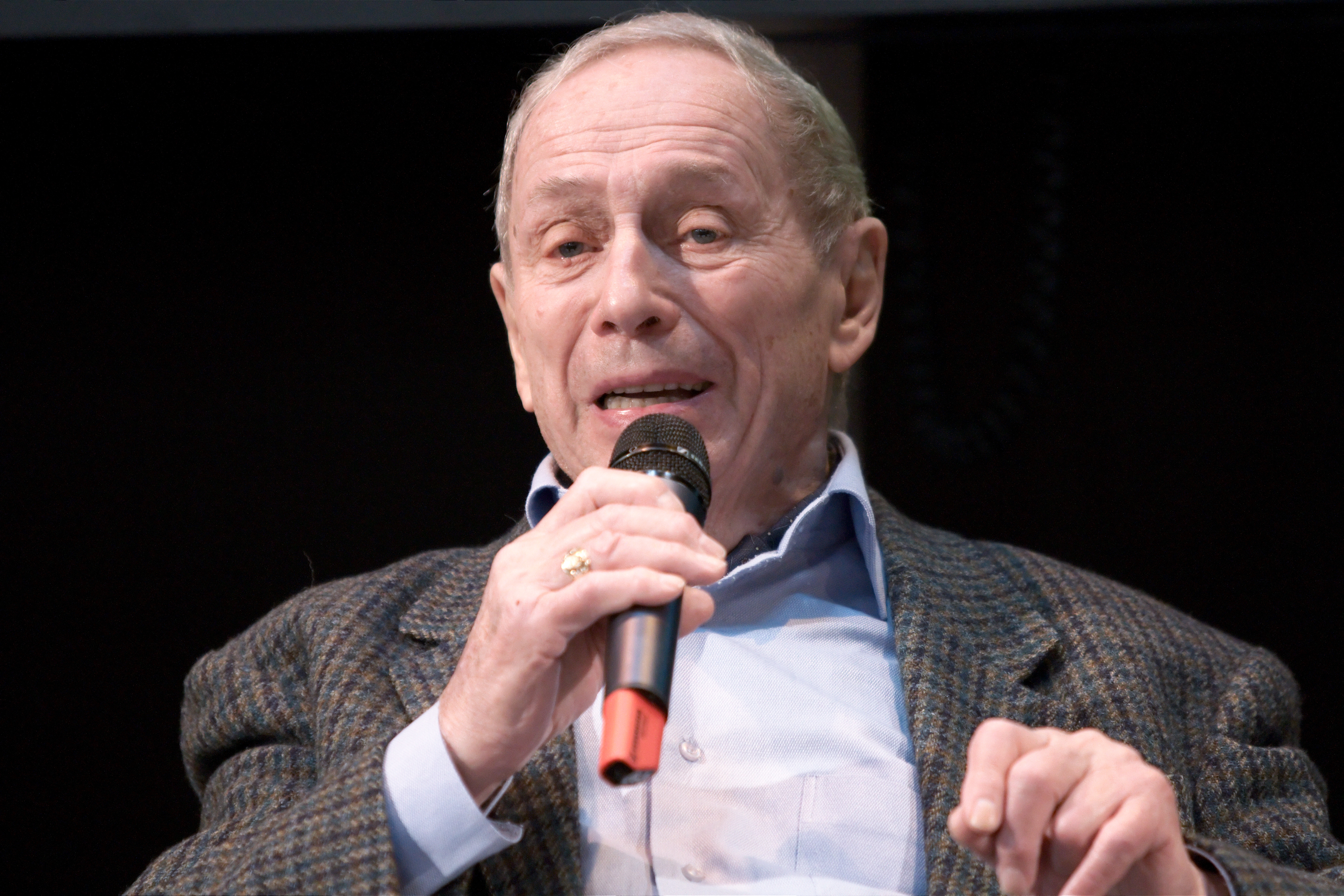
Жорж Баландье

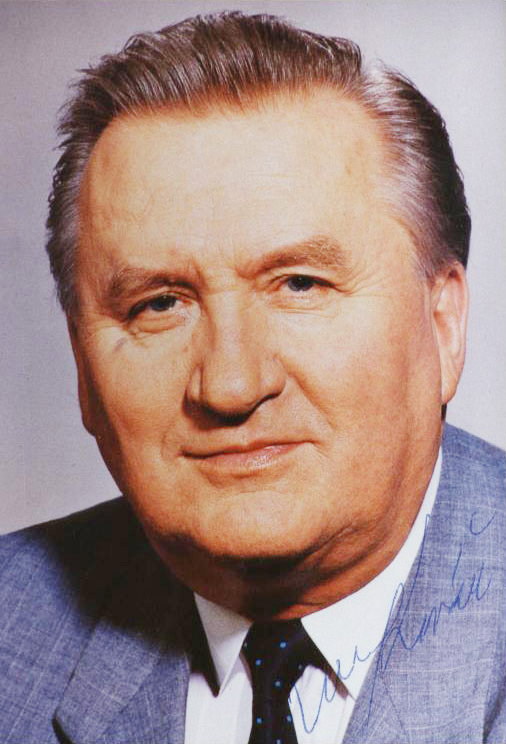
Михал Ковач

- Баландье, Жорж (95) — французский социолог и антрополог[273].
- Бирюков, Владимир Степанович (85) — советский и российский ученый в области военной техники, доктор технических наук, профессор, лауреат Государственной премии СССР, Заслуженный деятель науки РФ[274].
- Виленчик, Нина Львовна (71) — советская и белорусская писательница и театральный режиссёр[275].
- Егоров, Владимир Демьянович (76) — белорусский государственный деятель, министр внутренних дел Белоруссии (1990—1994), председатель КГБ Белоруссии (1994—1995), генерал-полковник в отставке[276].
- Калиш, Остин (95) — американский сценарист[277].
- Ковач, Михал (86) — словацкий государственный деятель, председатель Федерального собрания Чехословакии (1992), президент Словакии (1993—1998)[278].
- Маркуш, Дьёрдь (82) — венгерский философ, теоретик марксизма[279].
- Массимо, Луиза (87) — итальянский педиатр, одна из основателей педиатрической онкологии[280].
- Мур, Кэмерон (25) — американский баскетболист[281].
- Радченко, Евгений Вячеславович (80) — советский и российский художник и дизайнер, заслуженный художник Российской Федерации (2008), заслуженный работник текстильной и лёгкой промышленности РСФСР (1990)[282].
- Самман, Джош (28) — американский боец смешанного стиля[283].
- Темпертон, Род (66) — британский композитор поп-жанра; рак[284].
- Хауланд, Дик (73) — американский биохимик[285].

## 4 октября

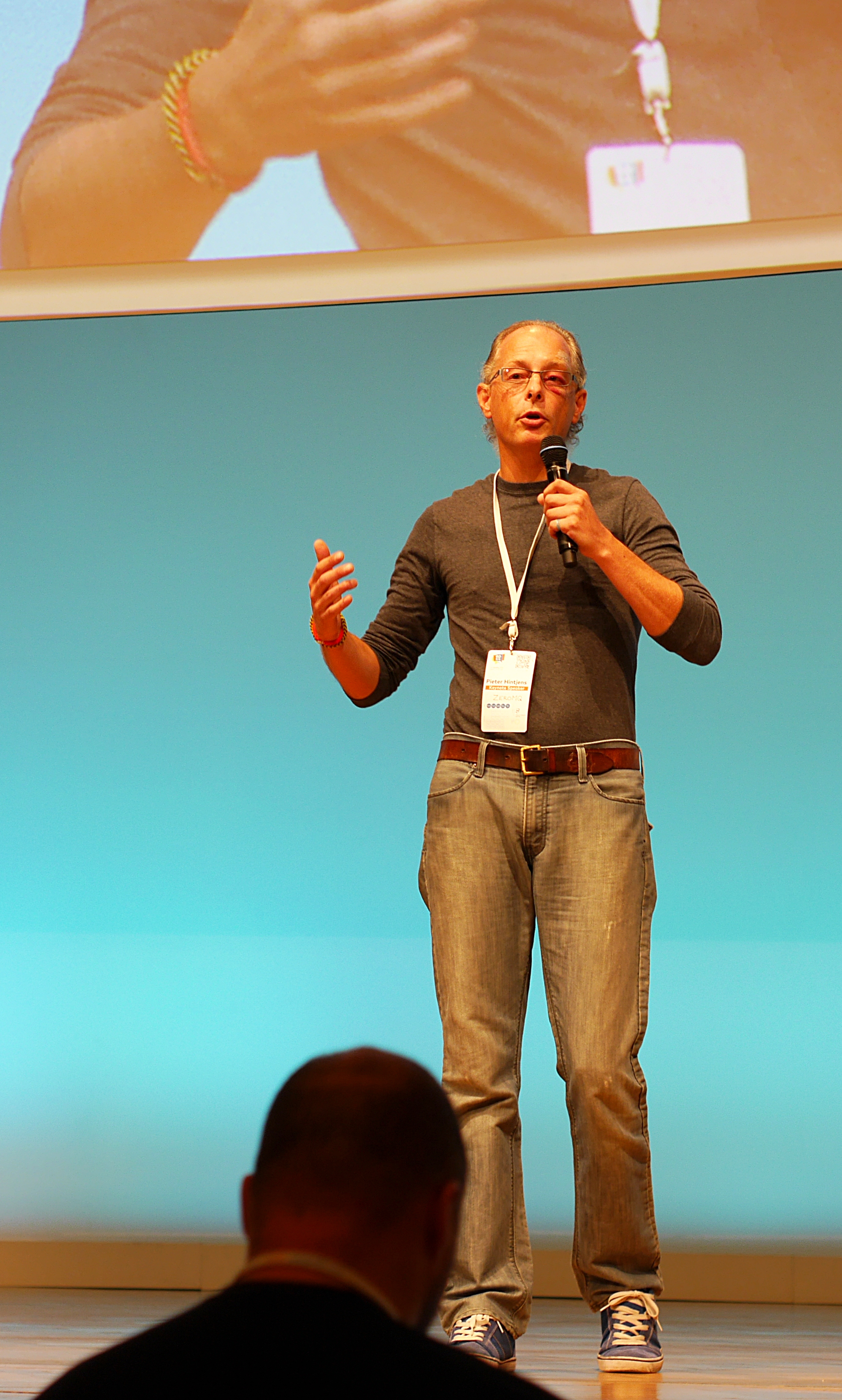
Питер Хинтьенс

- Акберов, Юсиф (67) — азербайджанский оперный режиссёр, главный режиссёр Азербайджанского государственного музыкального театра (2006—2014)[286].
- Альмада Отеро, Марио (94) — мексиканский киноактёр[287].
- Базаров, Валентин Аюшеевич (73) — советский и российский художник, заслуженный художник Российской Федерации (2008)[288].
- Каннингэм, Энджи — австралийская теннисистка и вице-президент WTA; боковой амиотрофический склероз[289].
- Ляхтинен, Леонид Андреевич (74) — советский и российский тренер по лёгкой атлетике, заслуженный тренер России[290].
- Уайт, Дональд (95) — американский композитор[291].
- Хаманн, Бригитта (76) — немецкий и австрийский историк, жена австрийского историка Гюнтера Хаманна[292].
- Хинтьенс, Питер (54) — бельгийский программист, основатель Ассоциации цифровых стандартов, президент Фонда свободной информационной инфраструктуры; рак[293].
- Холдушкин, Владимир Викторович (60) — советский и российский спортивный гимнаст и тренер, член и тренер сборных СССР и Российской Федерации по спортивной гимнастике, заслуженный тренер СССР и РСФСР, мастер спорта СССР[294].

## 3 октября

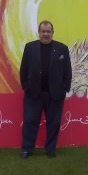
Эндрю Викари

- Викари, Эндрю (84) — британский художник[295].
- Вилсон, Марио (86) — португальский футболист и тренер, чемпион Португалии (1950/51)[296].
- Галеева, Магфира Ильясовна (87) — советская и российская башкирская оперная и эстрадная певица, народная артистка Башкортостана (2011)[297].
- Догужиев, Виталий Хуссейнович (80) — советский государственный деятель, первый заместитель Премьер-министра СССР (1991), министр общего машиностроения СССР (1988—1989), Герой Социалистического Труда (1984)[298].
- Лопухин, Юрий Михайлович (91) — советский и российский хирург, основатель Научно-исследовательского института физико-химической медицины, академик РАН (2013)[299].
- Мабрук, Ахмад Салама (59) — египетский лидер Фронта ан-Нусра; убит[300].

## 2 октября

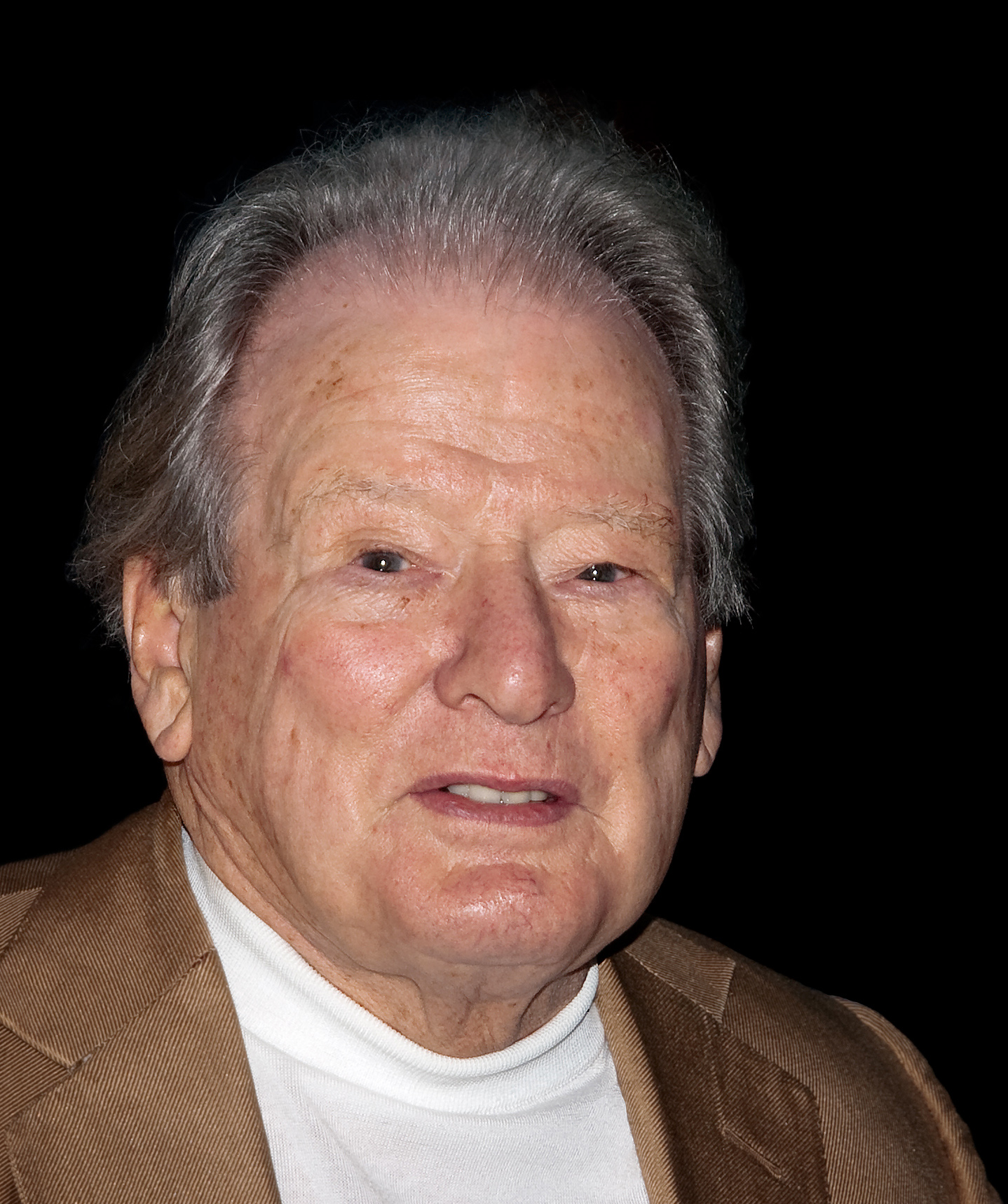
Невилл Марринер

- Бэкман, Эдда Хейдрун (58) — исландская актриса[301].
- Бэннард, Уолтер (82) — американский художник[302].
- Дэвидсон, Гордон (83) — американский режиссёр, лауреат премии «Тони» (1977)[303].
- Зора, Ханна (77) — католический прелат, персональный епископ Мар-Аддая (2011—2014)[304].
- Леонов, Владимир Леонидович (66)[значимость?] — российский учёный-вулканолог, учёный секретарь Института вулканологии и сейсмологии ДВО РАН, кандидат геолого-минералогических наук[305].
- Марринер, Невилл (92) — британский скрипач и дирижёр[306].
- Мовшович, Борис Львович (75) — профессор Самарского государственного медицинского университета (СамГМУ), заведующий кафедрой семейной медицины ИПО, лауреат Премии Правительства России[307].
- Моллой, Роберт (80) — ирландский государственный деятель, министр обороны Ирландии (1977—1979)[308].
- Роунд Томас (100) — британский оперный певец и актёр[309].
- Седлак, Имрих (83) — словацкий историк культуры и педагог[310].
- Трахтенберг, Александр Хунович (85) — советский и российский врач-хирург, онколог, доктор медицинских наук, заслуженный деятель науки РСФСР, заслуженный врач Российской Федерации (1998), лауреат Государственной премии РСФСР[311].
- Хацкелевич-Смоктуновская, Суламифь Михайловна (91)[значимость?] — вдова актёра Иннокентия Смоктуновского[312].
- Хессе, Мэри Бренда (91) — британский философ и историк науки[313].
- Чинь Тхи Нго (85) — вьетнамский радиодиктор[314].
- Шахназарова, Нелли Григорьевна (92) — советский и российский музыковед, заслуженный деятель искусств Российской Федерации[315].

## 1 октября

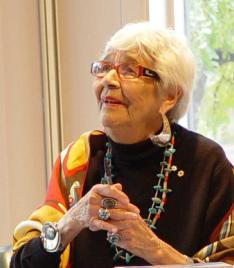
Дафни Одджи

- Ахуад, Нестор (76) — аргентинский государственный деятель, губернатор провинции Ла-Пампа (1987—1991)[316].
- Кескин, Эрол (89) — турецкий футболист и тренер («Фенербахче»)[317].
- Одджи, Дафни (97) — канадская художница[318].
- Уильямс, Тони (77) — новозеландский эстрадный певец[319].
- Херд, Дэвид (82) — шотландский футболист (о смерти объявлено в этот день)[320].